# いすゞ・エルガミオ
エルガ ミオ（ERGA mio）は、ジェイ・バスが製造し、いすゞ自動車が販売している路線用中型バス。開発はいすゞ自動車が行っているが、いすゞ自動車と日野自動車のバス製造事業統合により、現在は日野・レインボーとの統合車種となっている。
エルガミオの車名の由来は次の通り。エルガとはラテン語で「〜に向かって」と言う意味を持ち、新たな時代に向かって走り始めた路線バスをイメージして名付け、ミオとは英語のminiとフランス語のmiocheの造語で、大型に対して一回り小さいことを示す。

## 概要

### 登場時

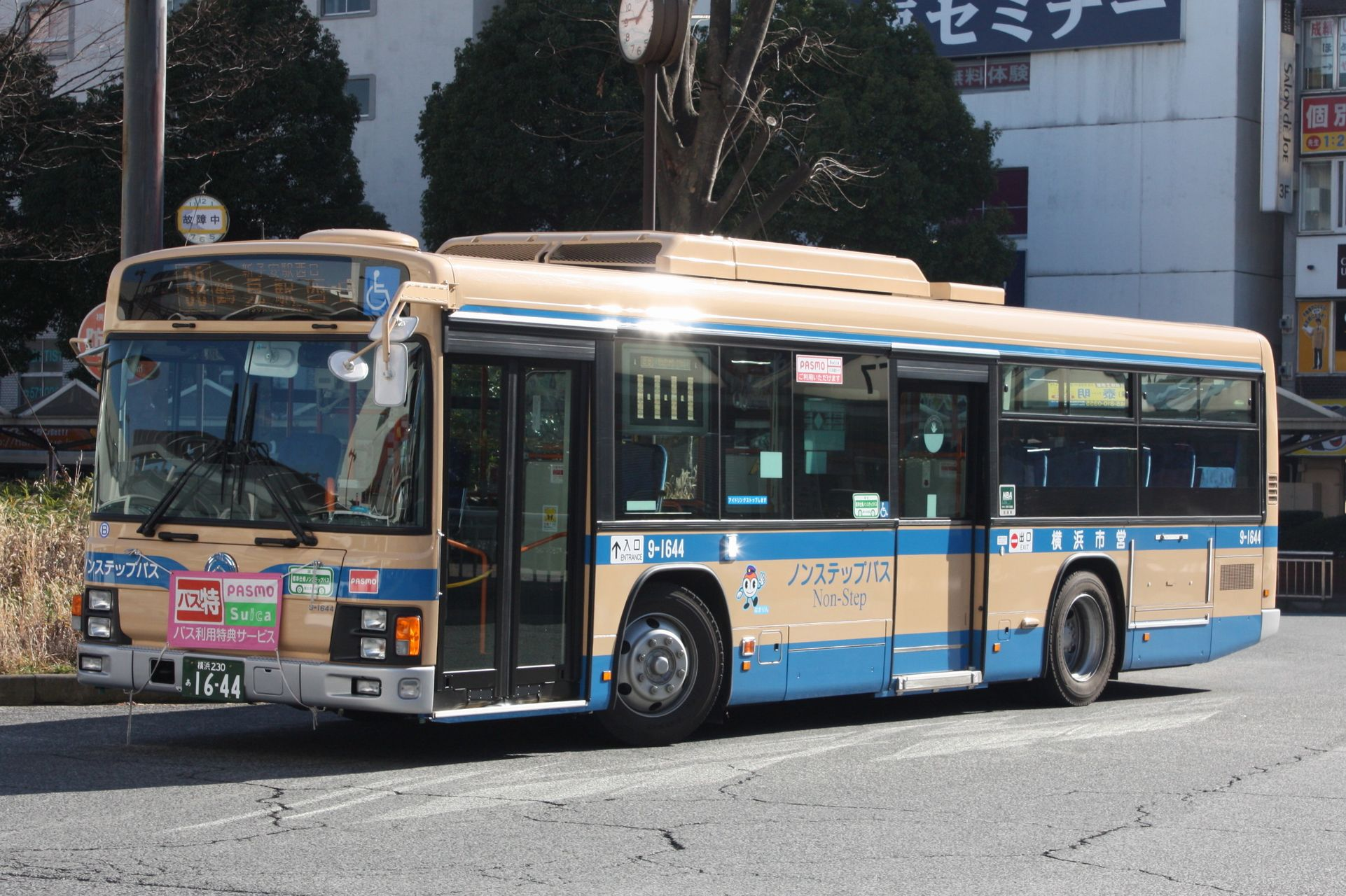
大型路線バス・エルガ
エルガミオと部品が共通化されている。

1999年6月23日、日本の長期規制（平成10年排出ガス規制）に合わせジャーニーK（LR）をフルモデルチェンジして発売された。外観の変更点としては、全体的に四角く、コーナーに丸みを帯びたボディーとなったほか、視認性向上のためにヘッドランプが変更され、ジャーニーKの横置きから縦置き4灯式（左右2段ずつ）になった。翌年にフルモデルチェンジされた大型路線バス・エルガも同様のデザインであるが、これは部品共通化に伴うコスト削減を視野に入れたものである。
フルモデルチェンジと同時にラインナップに変更が加えられた。床形状やホイールベースとしては、「ノンステップバス」・「CNGノンステップバス」・コミュニティーバスへの対応を前提とした「7m級ワンステップバス」（ホイールベース (WB) 3.4m）が追加された一方、ツーステップバスは観光用・自家用が別の車種「ガーラミオ」になったため、路線用車両がオプション設定されるのみとなった（2004年8月で消滅）。
これらのラインナップの変化により、床形状はノンステップ・ワンステップ・ツーステップ（路線仕様）の3種類、ホイールベースは4.4m（J尺）・3.75m（F尺）・3.4m（E尺）の3種類となった。なお、ノンステップバスに関しては、その当時はいろいろな構造の車両が入り乱れていたが、エルガミオは中扉以降を段上げする構造をとっている。
サスペンションにも変更が加えられ、乗り心地が良くニーリングによって停留所で車高を調整して乗降が楽に出来る、エアサスペンションが標準仕様化された。それまで、ジャーニーK時代にはエアサスペンションはノンステップ車のみの採用であったが、モデルチェンジを機にワンステップ車にも採用が拡大された。これにより、リーフサスペンション車はオプション設定とされた（2002年に廃止）。
環境の面では、アイドリングストップ装置を国内の中型路線バスで初めて採用した。トランスミッションはディーゼルエンジン車はワンステップバス・ノンステップバスともにマニュアル車（ACT車）とオートマチック車（AT車）がある。CNG車に関しては5速MT車であったが、PDG-LR系からは5速AT車となっている。
2004年頃から日本のバス車両メーカー間でのOEM供給が進み、2010年の西日本車体工業の解散と日産ディーゼル工業（現UDトラックス）のバス部門撤退により、日産ディーゼルとOEM供給提携が行われていた三菱ふそうトラック・バスが独自に中型車（エアロミディ）製造を復活させるまでの約1年間は、国内バスメーカーで製造される唯一の中型路線バスモデルであった。

### 登場後からの大きな変更点

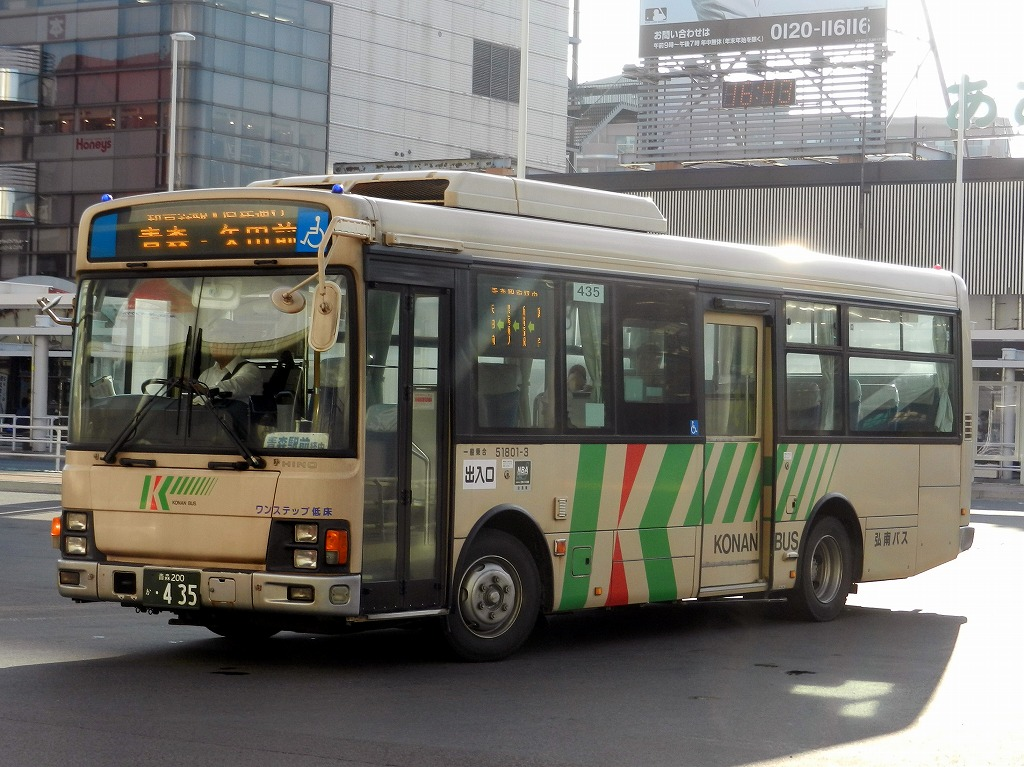
日野へ供給されるレインボーII
ほぼ同一の車種である。

登場後は一転して、ラインナップの減少やコスト削減を目的とした仕様の統一が目立つ。2001年に全長7m級・WB3.4mのワンステップバスが早くも生産中止となったほか、2002年にはメーカー標準仕様・「ERGA-VP」の設定によりリーフサスペンション車が、2004年にはWB3.8m（F尺）車が、2005年8月にはツーステップバスがそれぞれ生産中止となった。これらによりラインナップが整理され、WB4.4m（J尺）のノンステップバス・ワンステップバス・CNGノンステップバスのみになり、現在に至る。
なお「ERGA-VP」は、どの事業者でも使いやすい仕様にし、部品を共通化してコスト削減を図る取り組みで、現在に至るまで採用されている。名前のように、大型路線バス・エルガでも同様の施策が施されている。
その一方、いすゞ自動車と日野自動車のバス製造事業統合に伴い、製造会社がいすゞバス製造からいすゞ・日野合同資本のジェイ・バスへと移り、現在は一部の例外を除きジェイ・バス宇都宮事業所（旧いすゞバス製造）にて製造が行われている。また、いすゞ・日野間では車種の統合が行われ、エルガミオは日野に「レインボーII」として供給されている。初期（PA-KR系）はいすゞから日野へのOEMという扱いだったが、PDG-KR系からは統合車種という位置づけになっている。

## ディーゼル車
この節では、排出ガス規制ごとに車種の変遷を説明する。CNG車については別記する。

### 初代

#### KK-LR系
1999年6月23日に発売開始された、平成10年排出ガス規制（長期規制）適合車。登場時にはワンステップバス・ツーステップバス（オプション設定/主に初代ガーラミオで展開）のみであったが、8月にノンステップバスを発売。エンジンは、直列6気筒SOHC24バルブの6HH1-S型エンジン、排気量 8,226cc（225PS・平成10年排出ガス規制）を搭載している。変速機は直結5速マニュアルシフト（ACT）が標準設定、OD5速ATがオプション設定されていた。このモデルからは排気再循環、オプションで、ディーゼル微粒子捕集フィルター、メーターパネルのデザイン変更、オドメーターとトリップメーターを液晶化した、文字も黄色から橙色に変更、ダッシュボードのデザインも変更された、オドメーターとトリップメーターもスピードメーターからタコメーターの下部へ移動された、パーキングブレーキもホイールパーク式に変更された、馬力も15PSアップされた。
ラインナップはディーゼル車がWB4.4m（J尺）、WB3.75m（F尺）がエアサス、リーフサス双方で発売されたほか、WB3.4mのエルガミオ"7mBUS"（E尺）がエアサスのみ発売された。
なお、前述のようにWB3.4mのE尺は2001年に、リーフサスペンション車は2002年に、WB3.8mのF尺は2004年に生産中止になった。また、ツーステップバスもこのモデルで終了となった。
2000年に施行された交通バリアフリー法施行の影響もあってツーステップは生産数が少ない。阪神電気鉄道にはリーフサス・前後扉・ツーステップかつマフラーを本来の左側から右側に移設したオプション仕様が初期に導入された事例がある。
詳しい型式ラインナップは以下のとおり。
|                                               | WB3.8m       | WB4.4m       |
| --------------------------------------------- | ------------ | ------------ |
| エアサスワンステップ エアサスツーステップ     | KK-LR233F1   | KK-LR233J1   |
| リーフサスワンステップ リーフサスツーステップ | KK-LR333F1   | KK-LR333J1   |
| エアサスノンステップ                          | KK-LR233F1改 | KK-LR233J1改 |

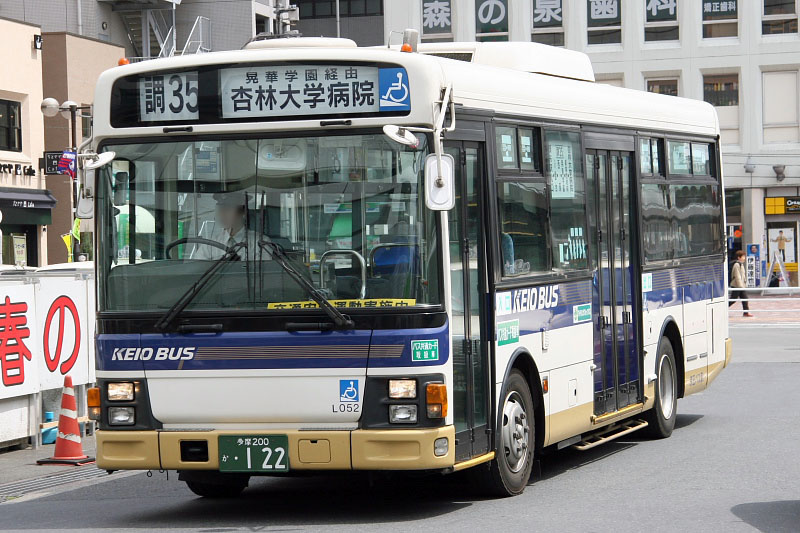
ワンステップ KK-LR333J1 京王バス東
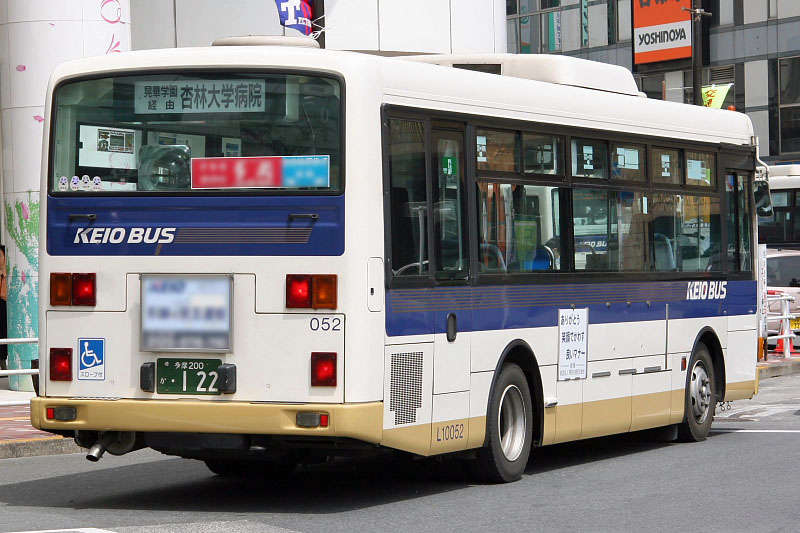
ワンステップ KK-LR333J1 京王バス東 車体後部
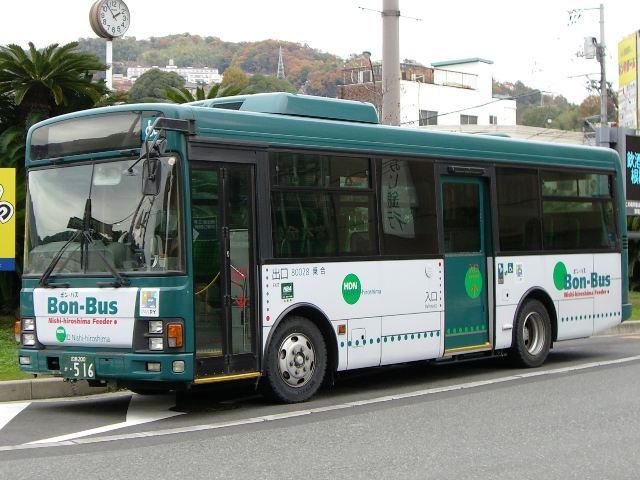
ワンステップ KK-LR233J1 エイチ・ディー西広島
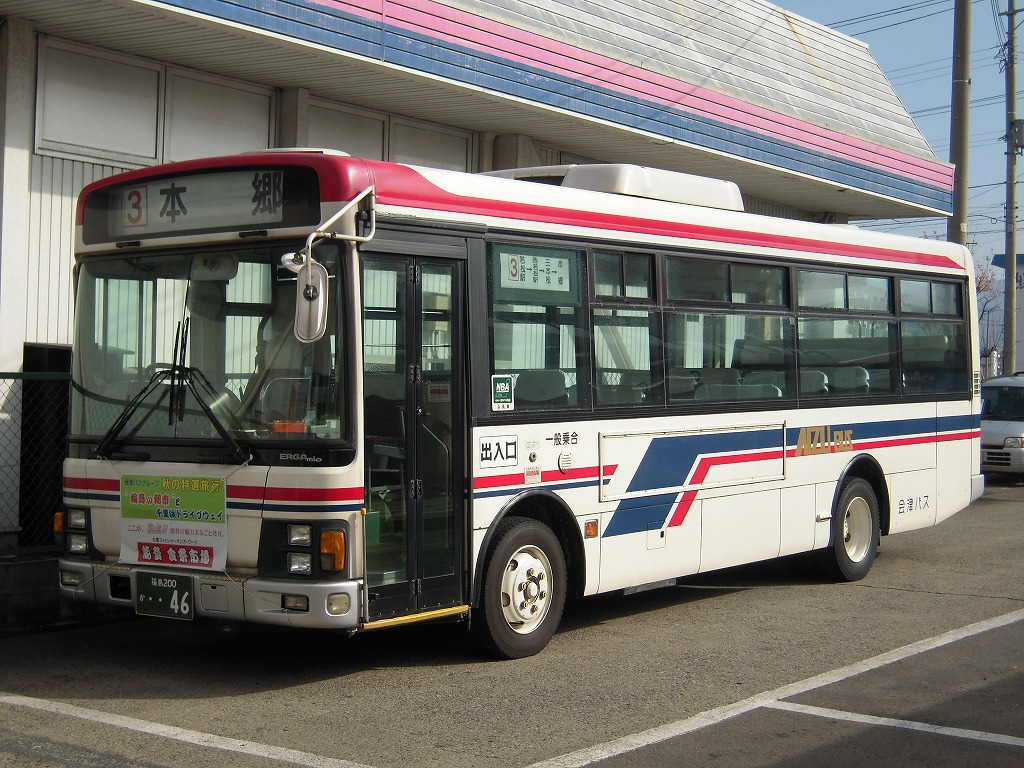
ワンステップ（前扉車） KK-LR233J1 会津乗合自動車
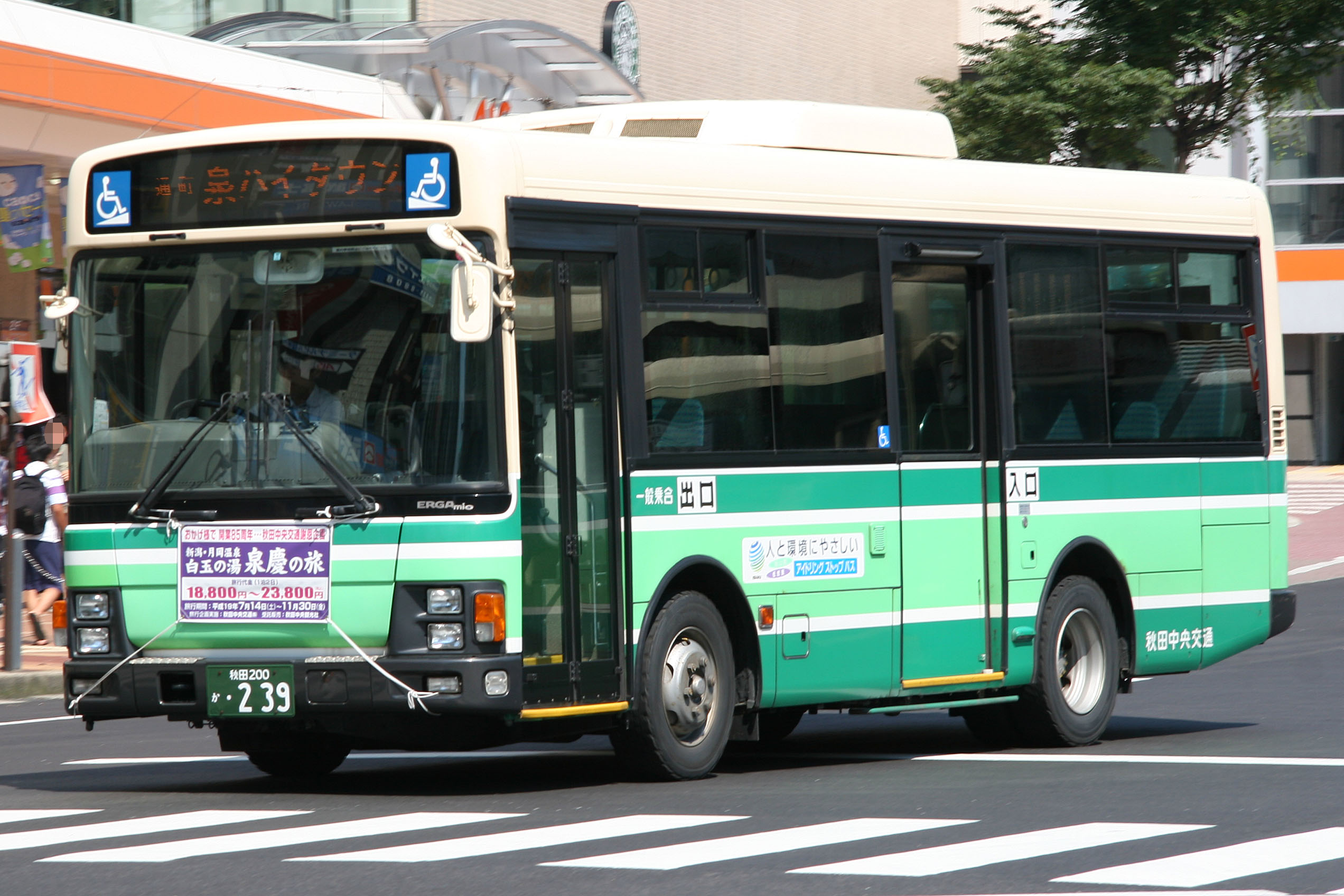
F尺ワンステップ KK-LR233F1 秋田中央交通
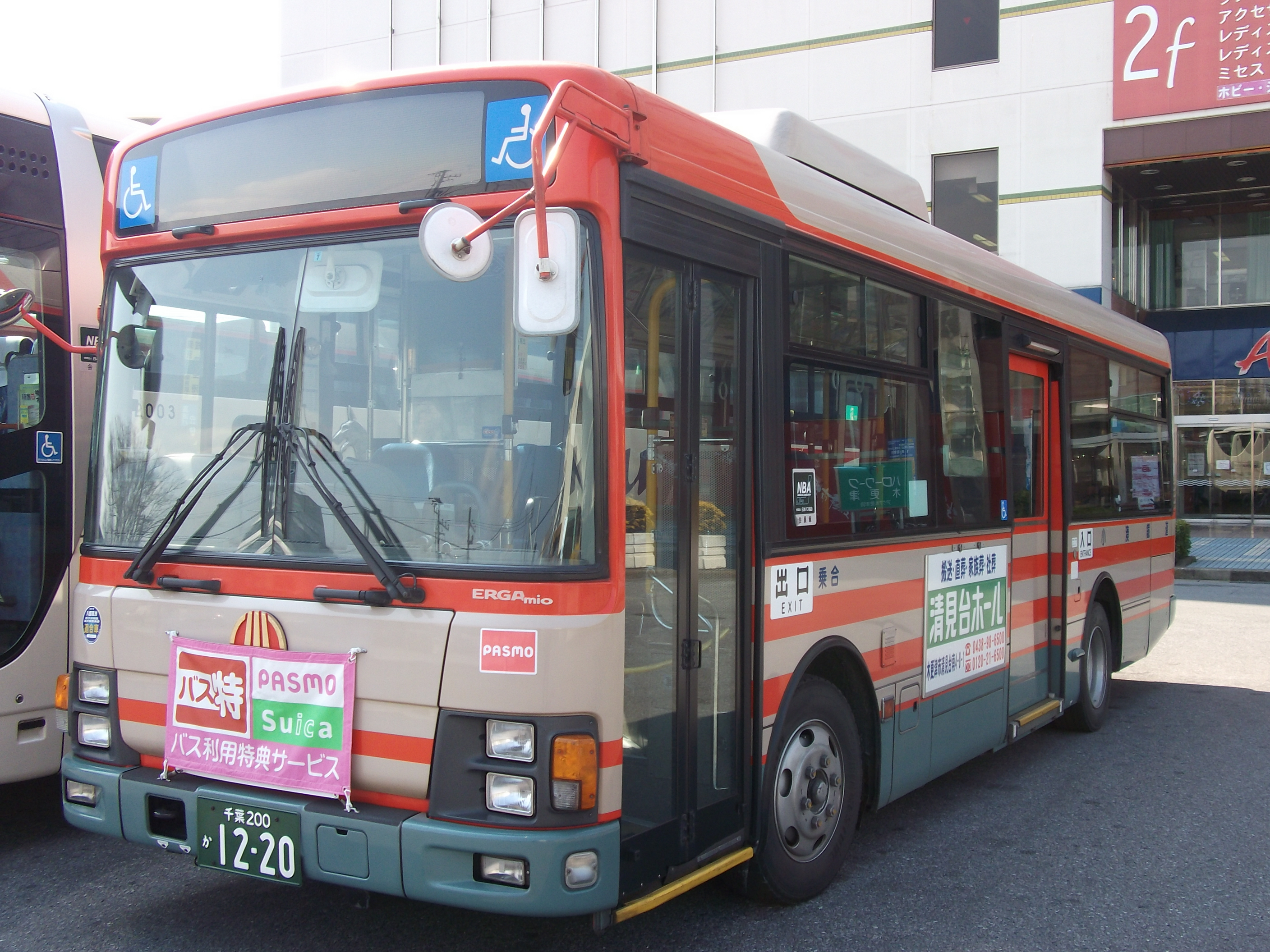
ノンステップ KK-LR233J1改 小湊鉄道
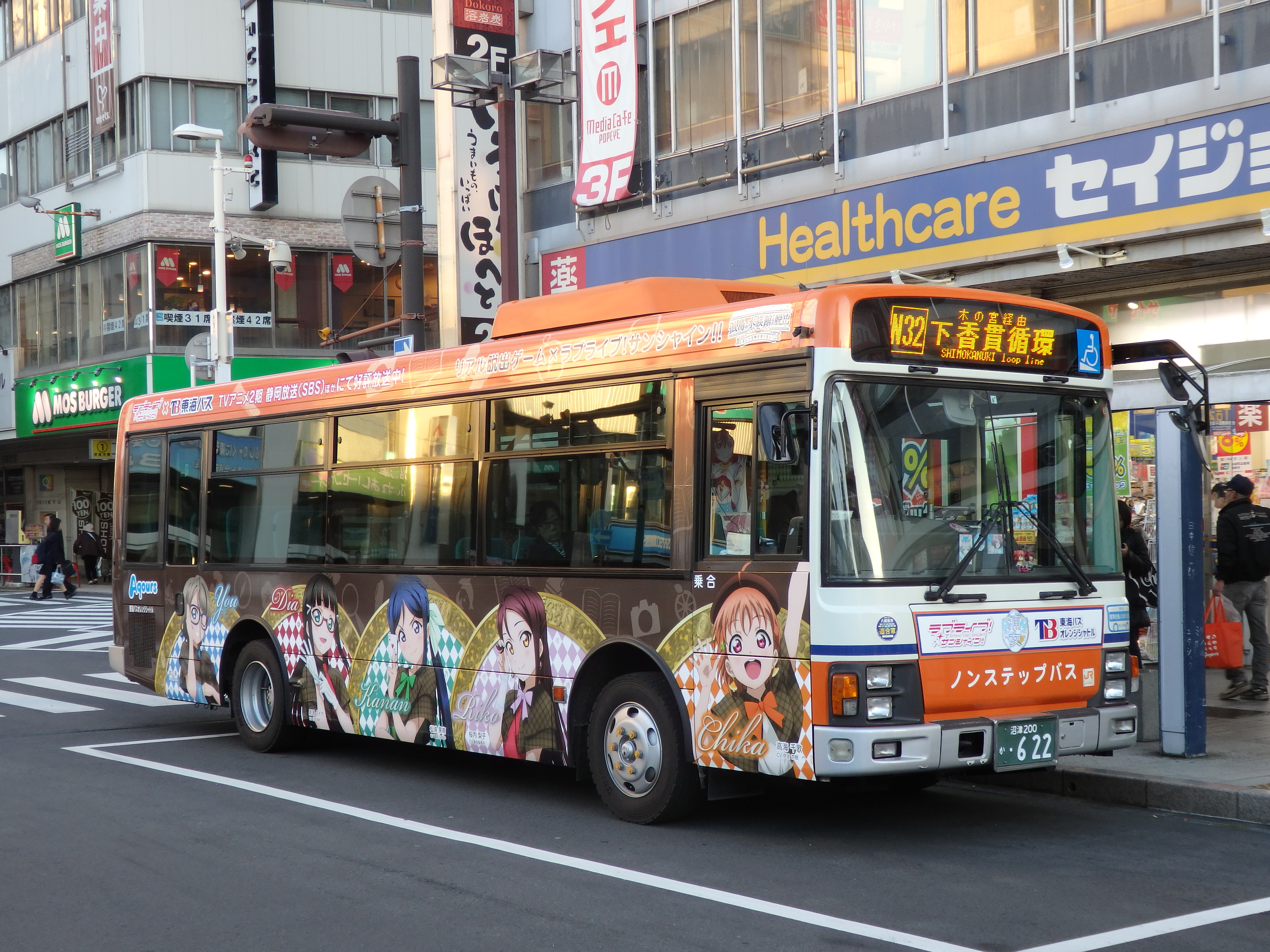
ノンステップ KK-LR233J1改 東海バスオレンジシャトル
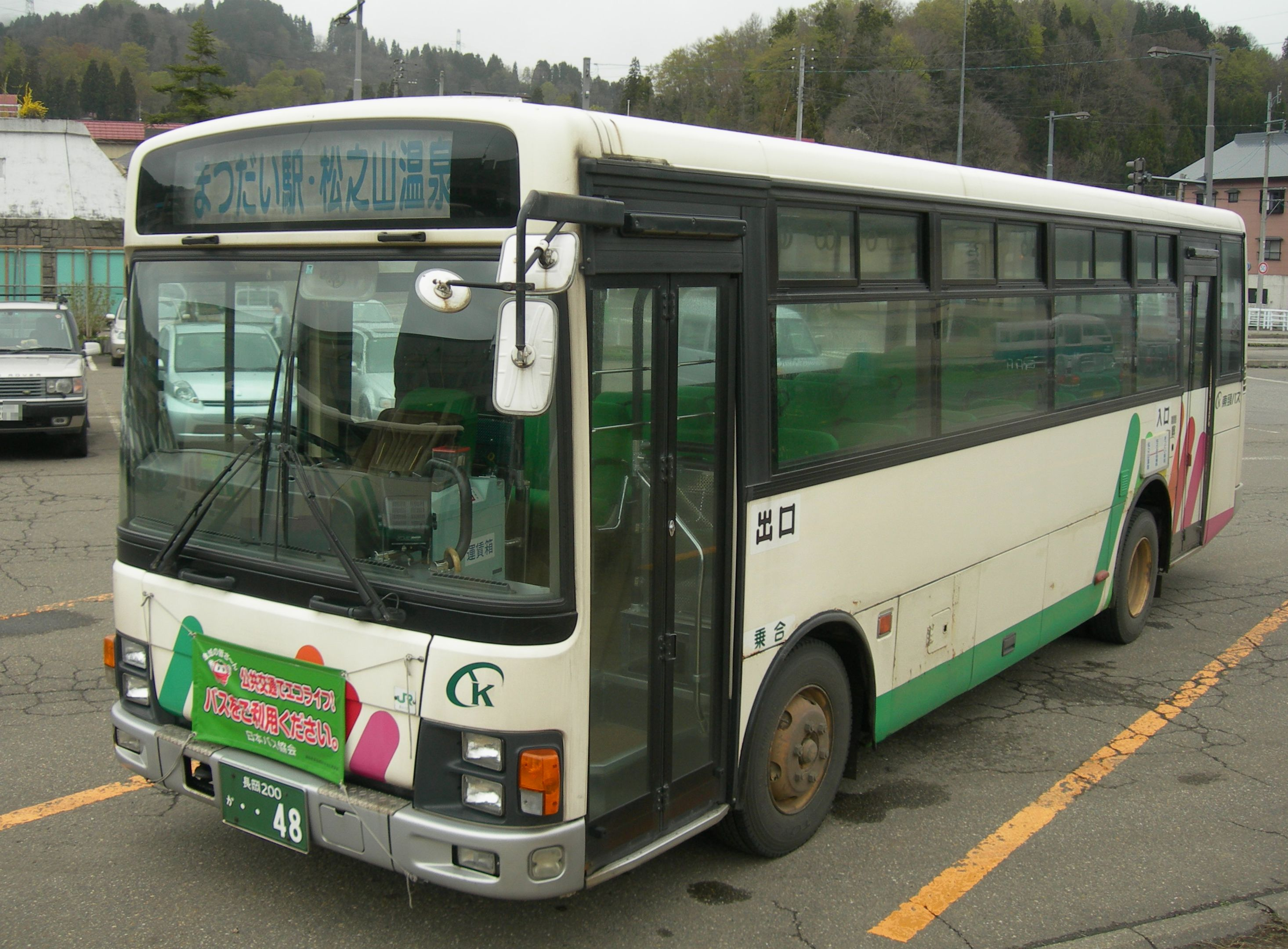
ツーステップ KK-LR233J1 東頸バス

##### 7mBUS
全長7m級のワンステップバスとして、WB3.4m（E尺）のエルガミオ"7mBUS"が発売された。型式はKK-LR233E1。KK-LR系と同じ6HH1-S型エンジンを最後部に直立横置きで搭載しアングルドライブを採用する。
クラス初の4バッグエアサスペンション（大型トラック・ギガマックスと共通）をリアに採用し、ニーリング機構を標準装備した。ステップ段差はバリアフリー住宅と同等の20cm等間隔に設定され、車椅子利用者のためのスロープ板も装着できた。
他社では1996年に日産ディーゼル・RNが登場し、1998年には三菱ふそう・エアロミディもMJ路線仕様にワンステップバスが追加された。いすゞでもジャーニーQ路線仕様の生産中止以来、エルガミオシリーズの一員として久々にこのサイズの路線仕様が復活したが、2001年に生産終了となった。

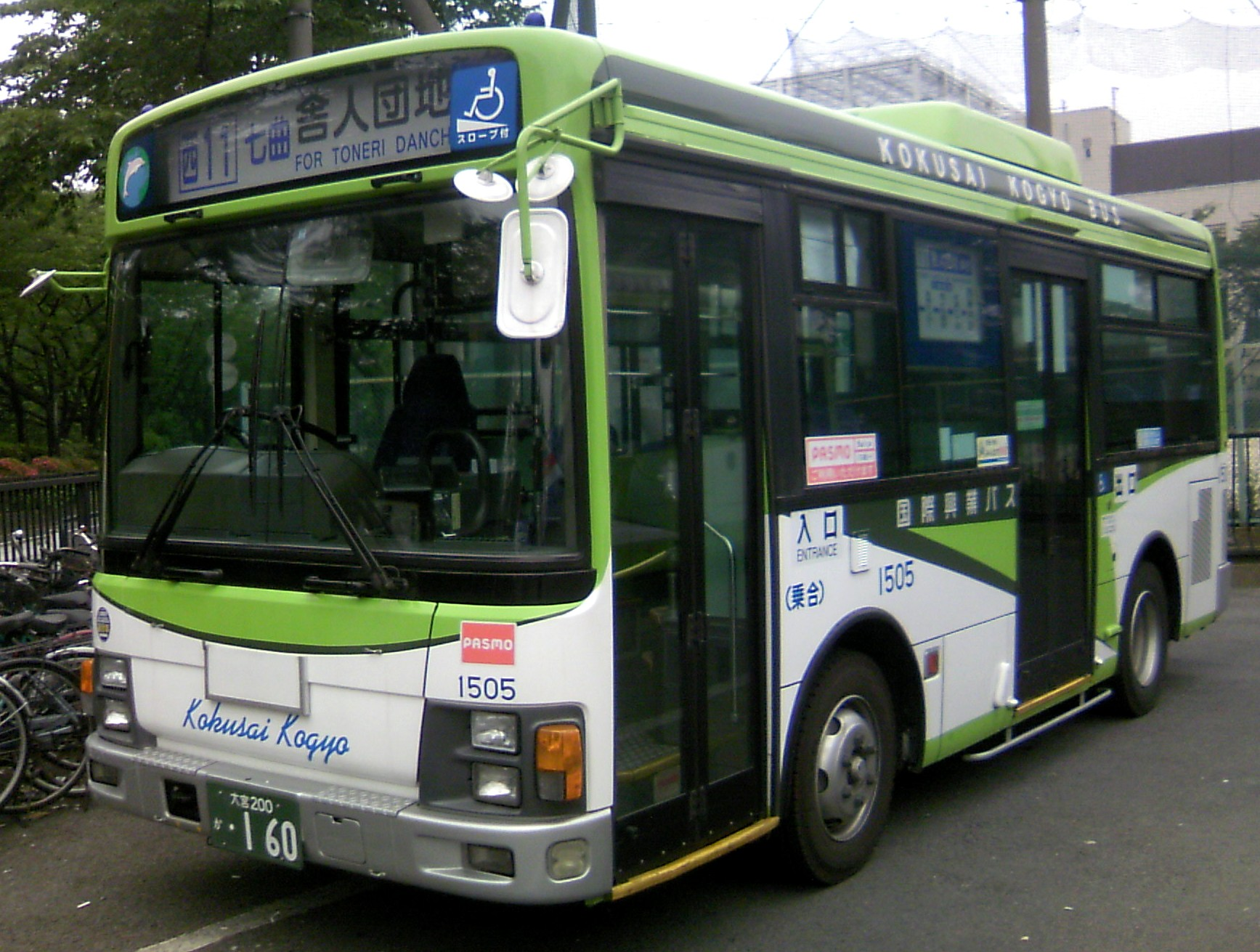
KK-LR233E1 国際興業バス
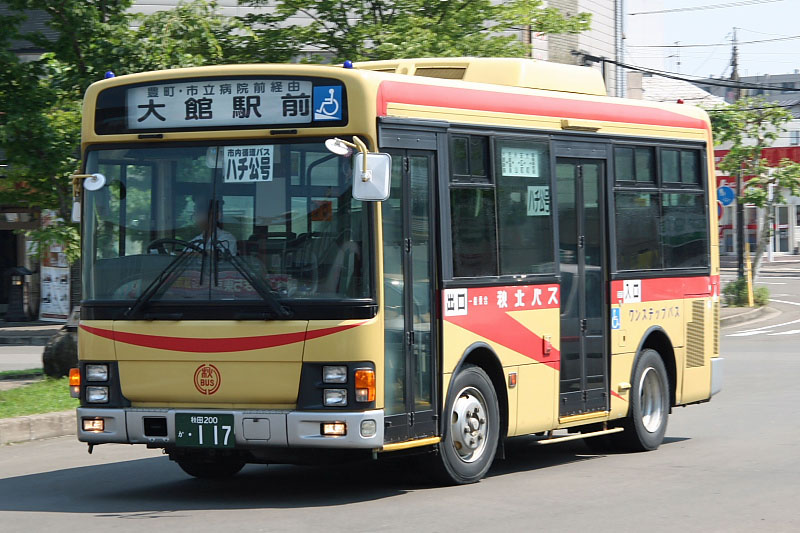
KK-LR233E1 秋北バス
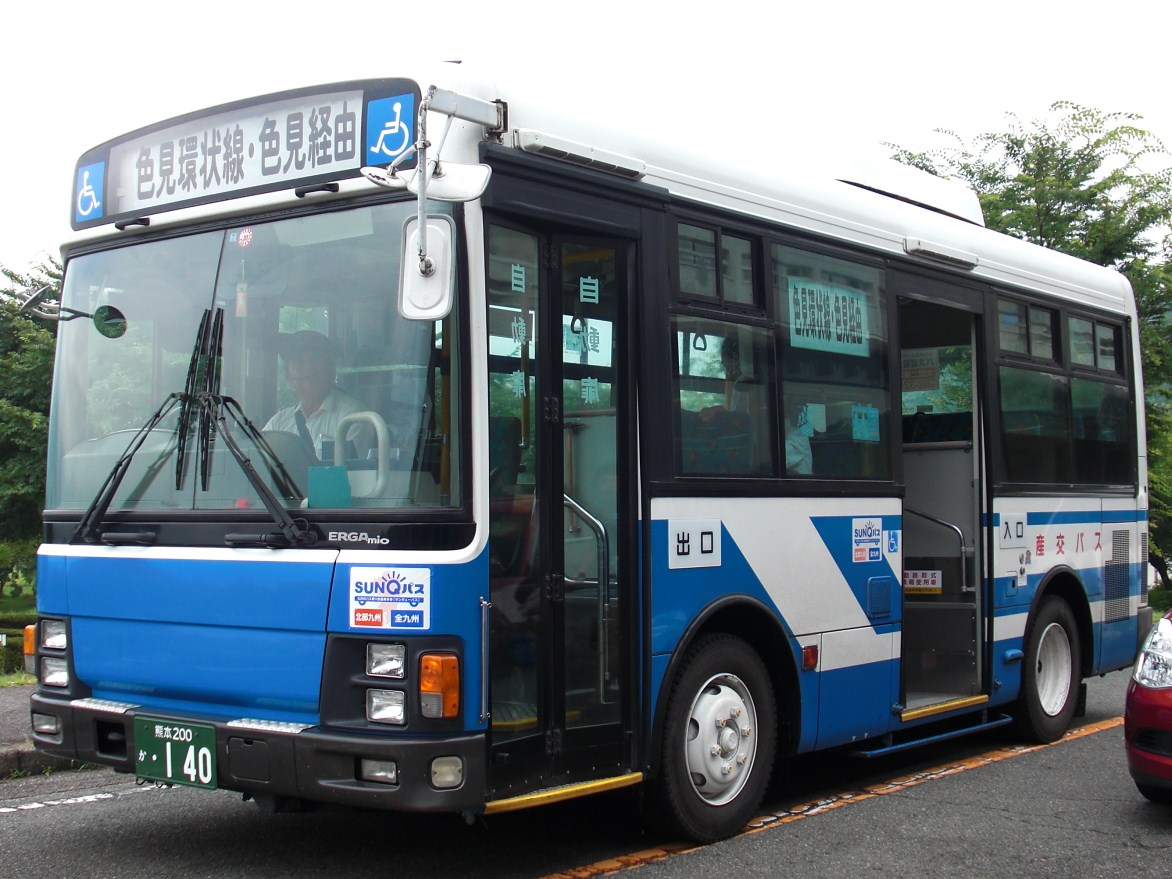
KK-LR233E1 九州産交バス
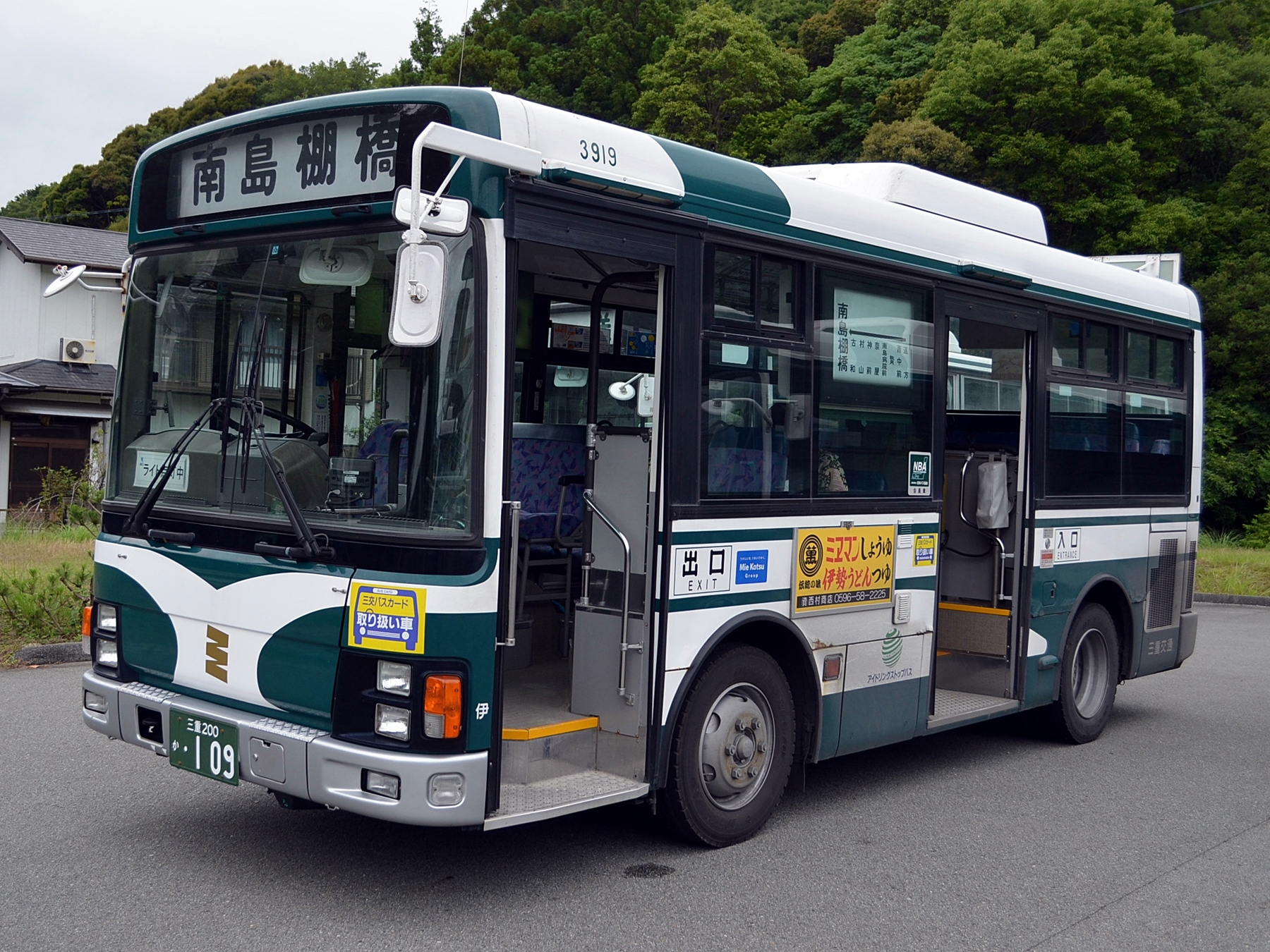
KK-LR233E1 三重交通（南伊勢町営バス）
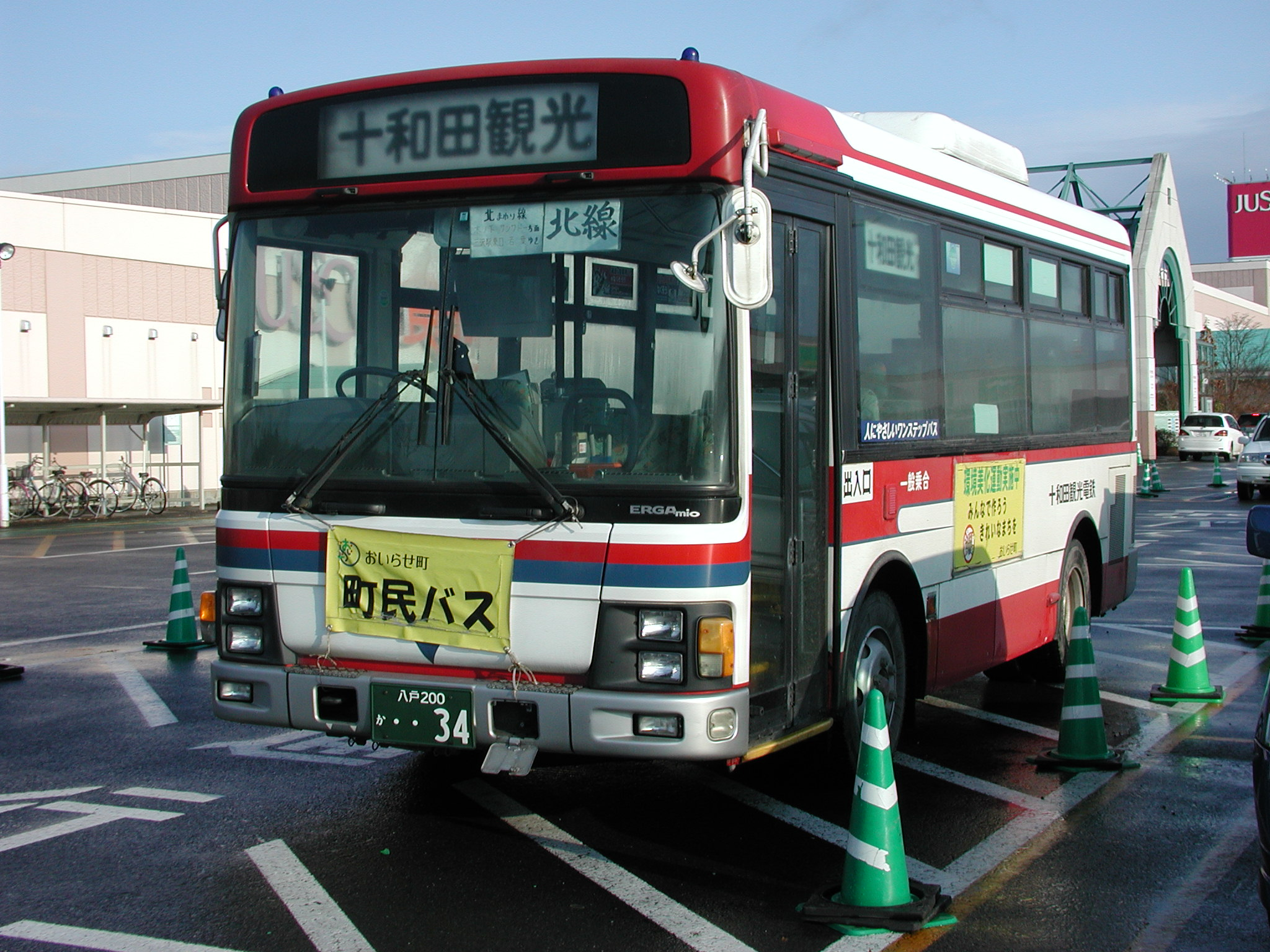
KK-LR233E1（トップドア車） 十和田観光電鉄

#### PA-LR系
2004年8月24日に発売開始された、平成15年・16年排出ガス規制（新短期規制）適合車。エンジンは、直列6気筒SOHC24バルブの6HK1-TCN型エンジン、排気量 7,790cc（240PS）を搭載し、超低PM排出認定車（☆☆☆適合）として認定を受けた。変速機はOD6速MT（ACT）を標準設定された。オプションでファイナルギア4.333、4.875が設定。OD5速ATがオプション扱いとされた。またノンステップバスに関しては、国土交通省が推進する「標準仕様ノンステップバス」に適合し、前扉から中扉までのみがノンステップのエルガtype-A同様の構造となった。
相次ぐ生産終了により、ラインナップはWB4.4m（J尺）に統一され、エアサスのノンステップバス・ワンステップバス、CNGノンステップバスのみに整理され、後述のPDG-LR234J2以降もほぼ同様のラインナップとなった。ワンステップ車は改となる。
なお前述のように、いすゞ自動車と日野自動車のバス事業統合により、ワンステップバスとCNGノンステップバスは、日野自動車へ「レインボーII」としてOEM供給された（型式はいずれもPA-KR234J1改）。エルガミオとは外観がほぼ同一であり外観からの判別は困難である。ノンステップバスに関しては日野側にも同じサイズの車種（日野レインボーHR）があり、OEM供給が行われなかった。
型式は以下のとおり。
|              | WB4.4m       |
| ノンステップ | PA-LR234J1   |
| ワンステップ | PA-LR234J1改 |

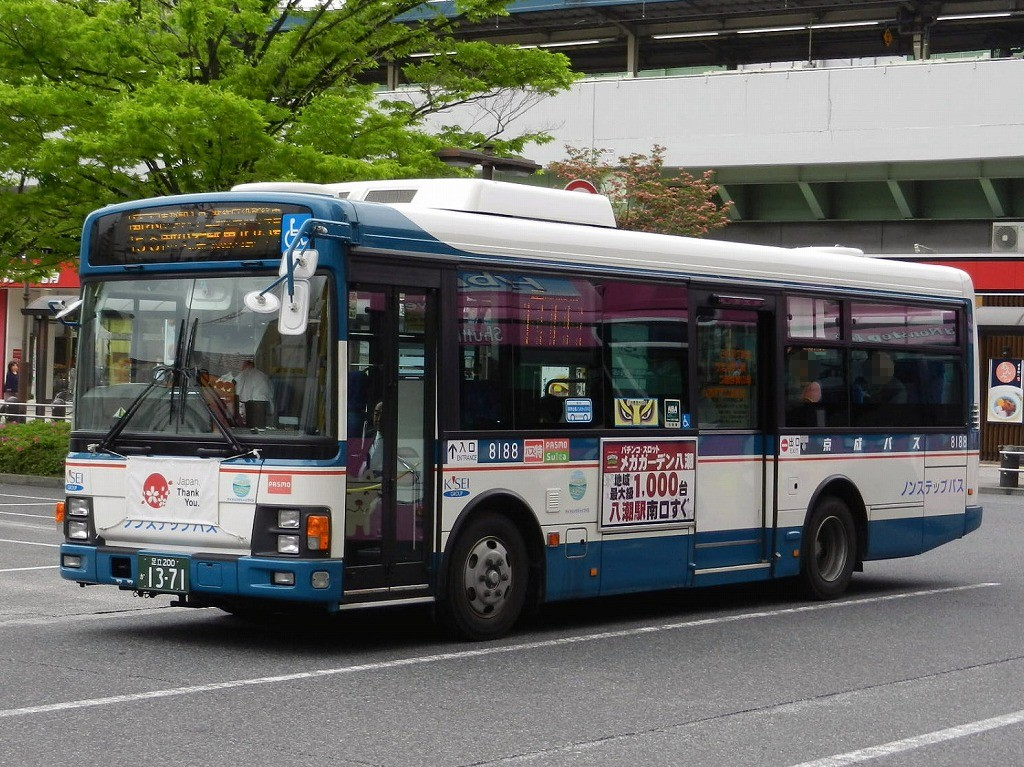
ノンステップ PA-LR234J1 京成バス
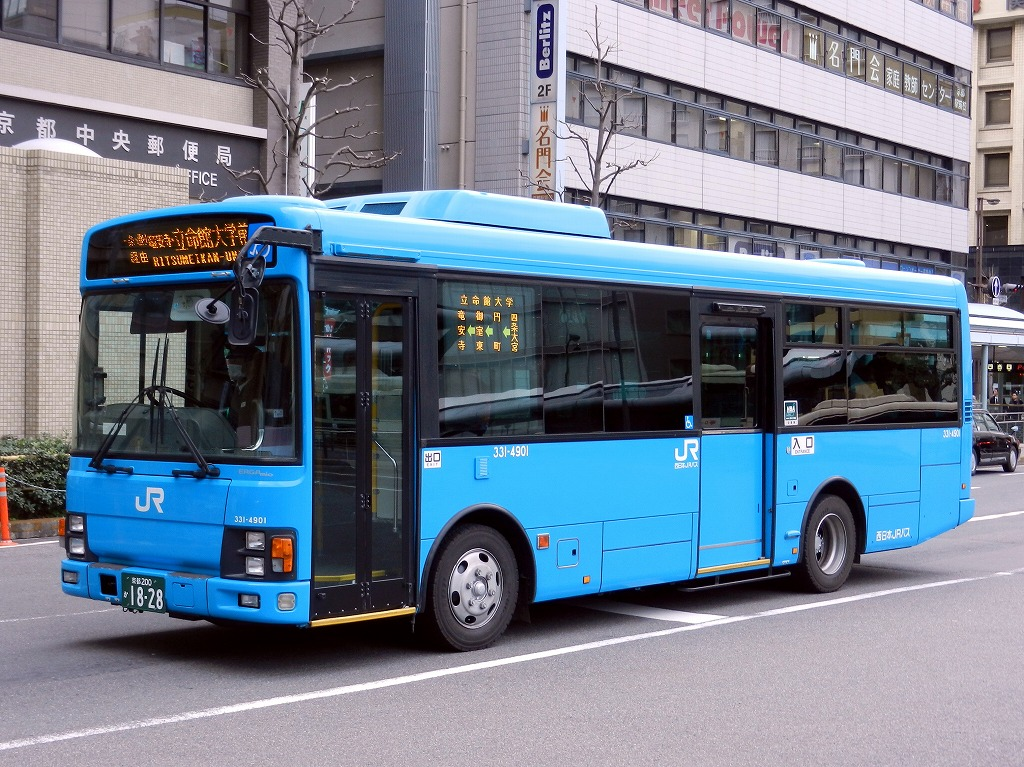
ワンステップ PA-LR234J1改 西日本ジェイアールバス

#### PDG-LR系
2007年8月7日に発売開始された、平成17年排出ガス規制（新長期規制）適合車。基準に対してPM10%減を達成している。エンジンは前述のPA-LR234J1と同じ6HK1-TCN型を搭載。変速機は、OD6速マニュアルシフト（ACT）を標準とし、OD5速AT（アイシン精機（現:アイシン）製）がオプション扱いとされた。
| ヘッドライトが2灯式になったレインボーII（左：PDG-KR234J2）。エルガミオ（右：PDG-LR234J2）との識別が容易になった。（西東京バス） |  | ヘッドライトが2灯式になったレインボーII（左：PDG-KR234J2）。エルガミオ（右：PDG-LR234J2）との識別が容易になった。（西東京バス） |
| ヘッドライトが2灯式になったレインボーII（左：PDG-KR234J2）。エルガミオ（右：PDG-LR234J2）との識別が容易になった。（西東京バス） |  | |

| エルガミオの運転席 |  | エルガミオの室内 |
| エルガミオの運転席 |  | エルガミオの室内 |

この代から、いすゞ・エルガミオと日野・レインボーIIは統合車種という位置づけになり、新たにノンステップバスが日野に供給されることになった一方、CNG車の供給が中止となった。これに伴い日野・レインボーHRの同サイズの車種の製造が中止になり、二社で重複していたラインナップが整理された。
なお、レインボーII（型式：PDG-KR234J2）側は、この代からヘッドライトがブルーリボンIIと同様に角形2灯化されたことで、外観上においてエルガミオとの識別が容易になった。
2011年9月に一旦終了、公式サイトも一時閉鎖、2ヶ月空白期間となる。
型式はノンステップ・ワンステップ共にPDG-LR234J2である。

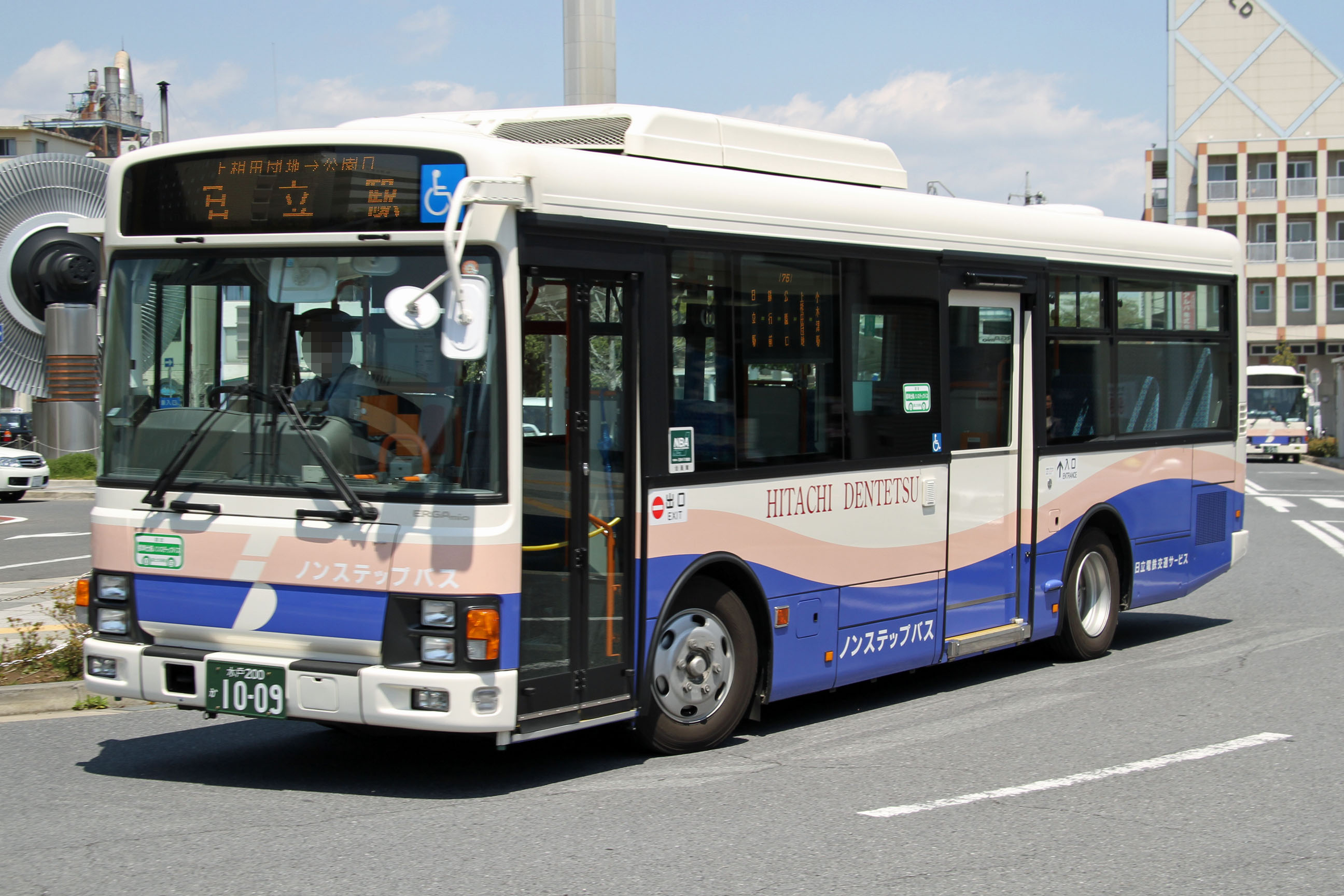
ノンステップ PDG-LR234J2 日立電鉄交通サービス
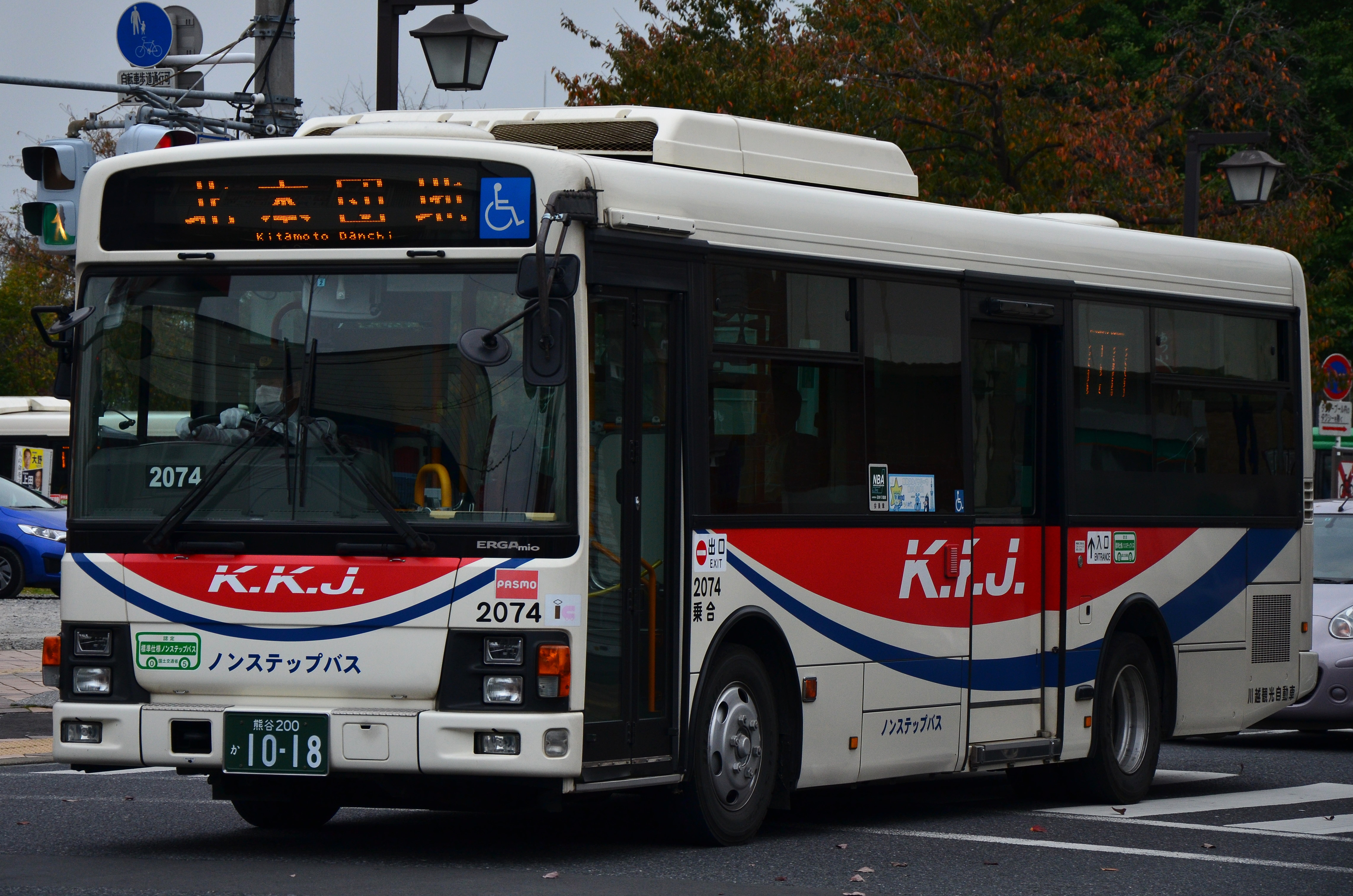
ノンステップ PDG-LR234J2 川越観光バス
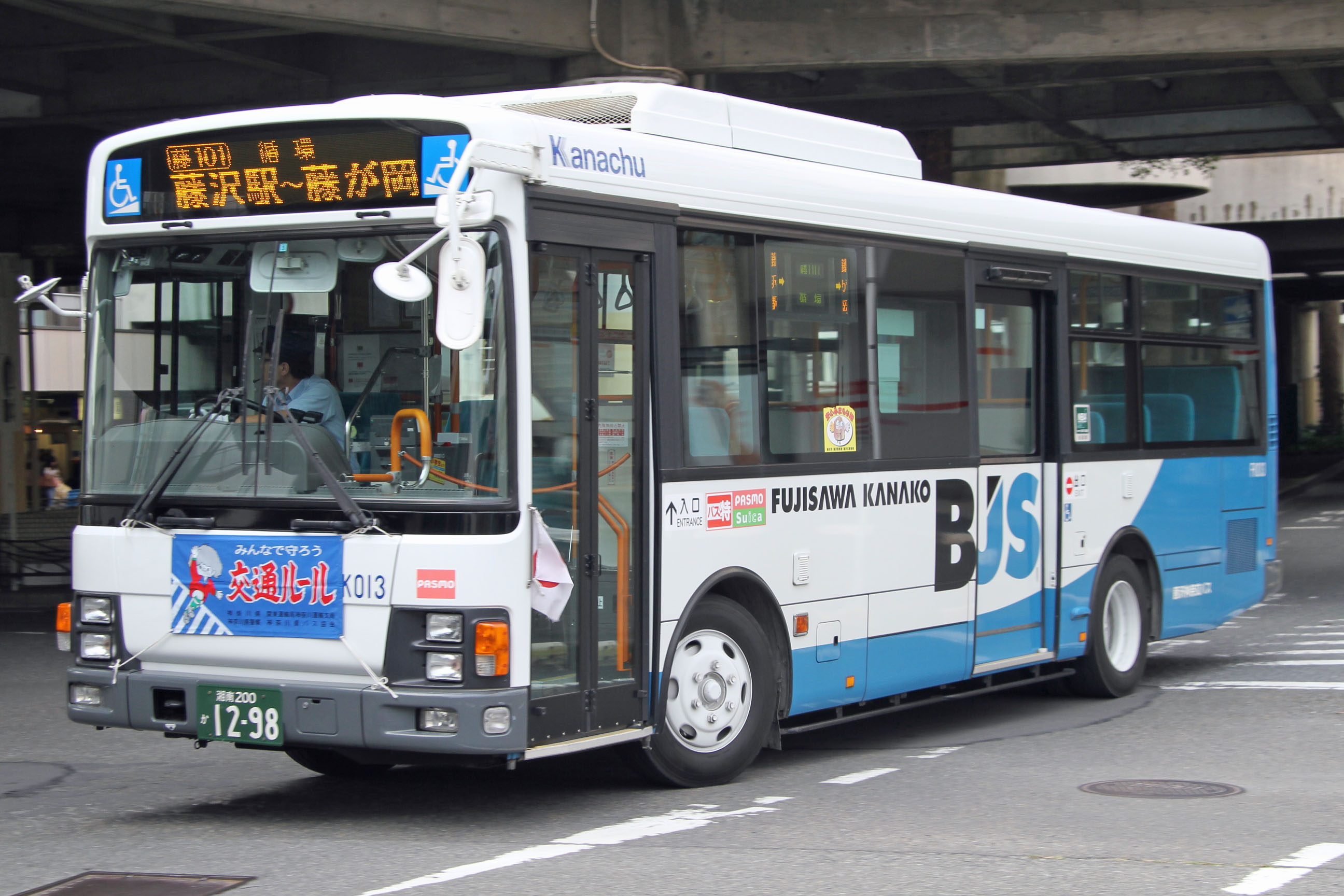
ワンステップ PDG-LR234J2 藤沢神奈交バス
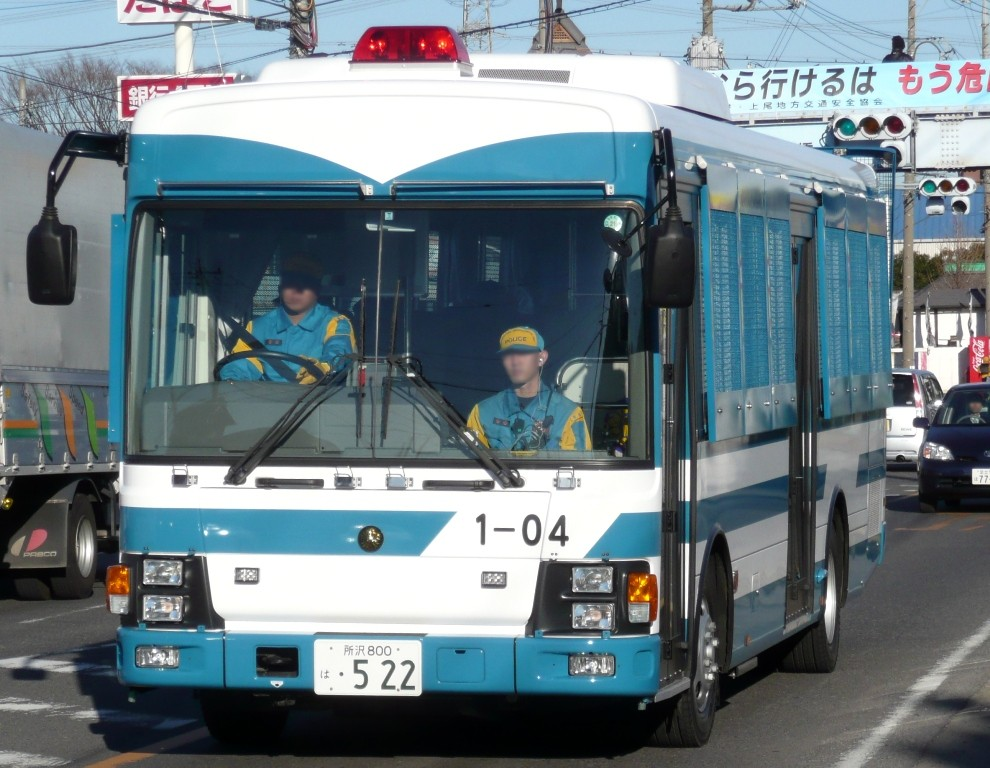
ワンステップ・警察輸送車 PDG-LR234J2 埼玉県警察

#### SKG-/SDG-LR系
約2ケ月の空白期間を経て、2011年（平成23年）11月21日に復活され発売された、平成22年排出ガス規制（ポスト新長期排出ガス規制）適合車。引き続き、日野自動車にも統合車種「レインボーII」（型式：SKG-またはSDG-KR290J1）として供給される。
本型式・（SDG-LR290J1）では、搭載エンジンを2ステージターボ付、直列4気筒SOHC16バルブの4HK1-TCH型エンジン、排気量 5,193cc（240PS、平成22年排出ガス規制、尿素フリー）としてダウンサイジングを追求することにより、軽量化と環境性能を両立させたほか、ABSが全車に標準装備とされた。また、ノンステップ車の座席配置には中扉から後方の2人掛け座席の大半を1人掛けとして、立席スペースを拡大させた「ラッシュ型」が新たに設定された。エンジンルーバーの若干も変更され、メーターパネルのデザインも6代目エルフ、5代目フォワードと共通のものに変更された。ステアリング・ホイールのデザインも変更され、エアバッグを全車に搭載している。
2012年（平成24年）7月2日からは、新ワンマンバス構造要件（中扉開時の動力伝達カット装置を標準装備、など）の適合や、MT車に限り新型のアイドリングストップ&スタートシステム (ISS) を装備して平成27年重量車燃費基準に適合させたマイナーチェンジ車、SKG-LR290J1が追加発売された。
型式は以下の通りで、ノンステップ・ワンステップで共通。MT車は型式が2つ記載されているが、上段が発売当初の平成27年重量車燃費基準未適合車とISS未搭載車、下段がマイナーチェンジに伴う同基準適合車の型式である。
|      | WB4.4m                  |
| MT車 | SDG-LR290J1 SKG-LR290J1 |
| AT車 | SDG-LR290J1             |

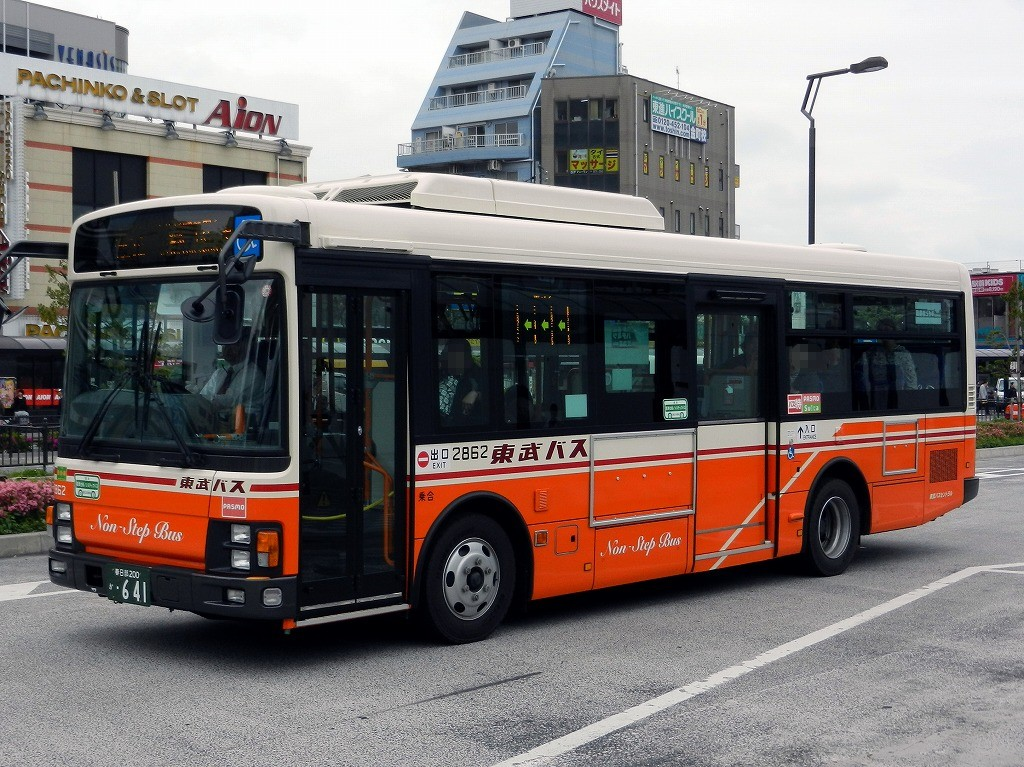
ノンステップ SDG-LR290J1 東武バスセントラル
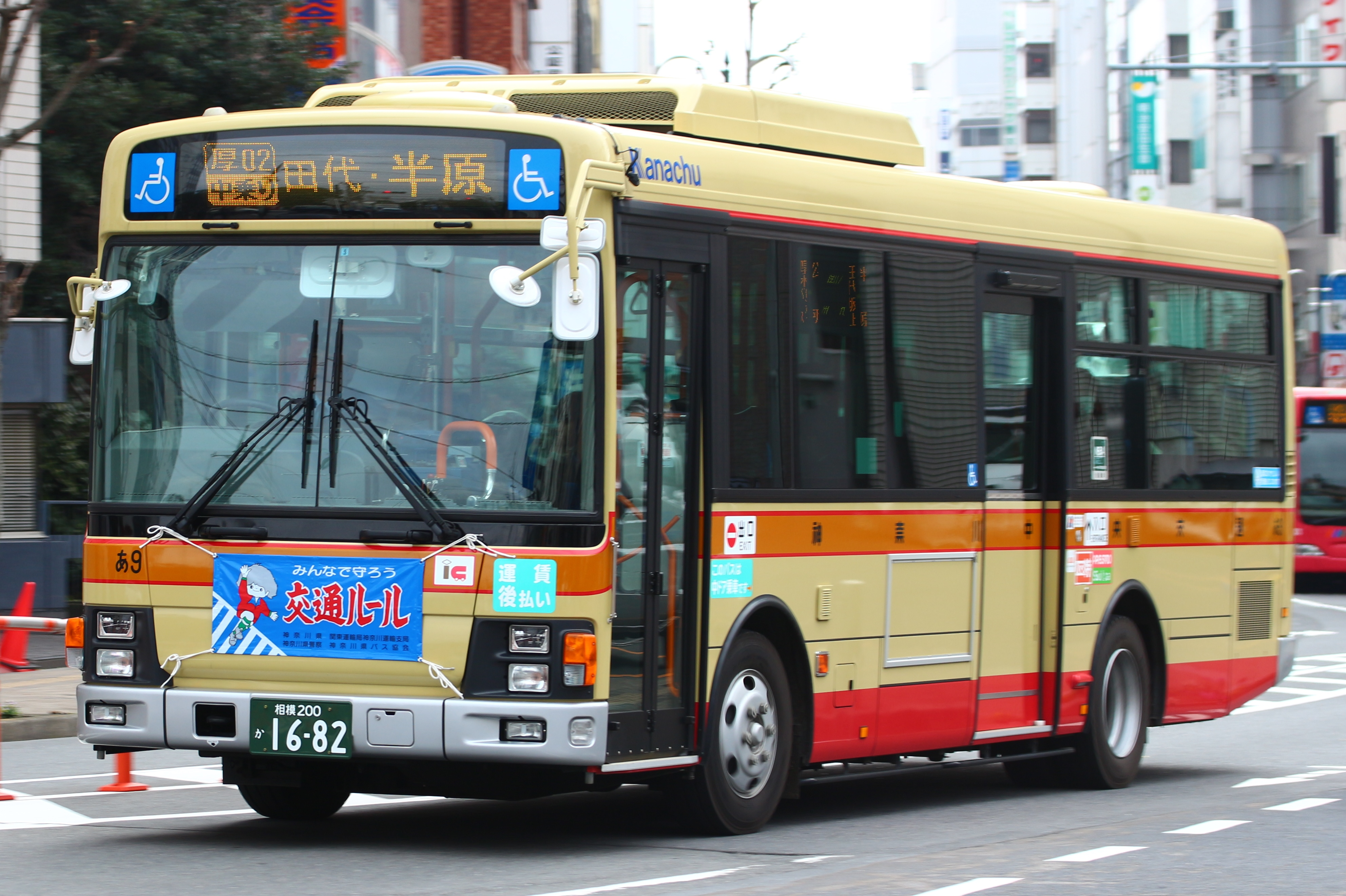
ワンステップ SDG-LR290J1 神奈川中央交通
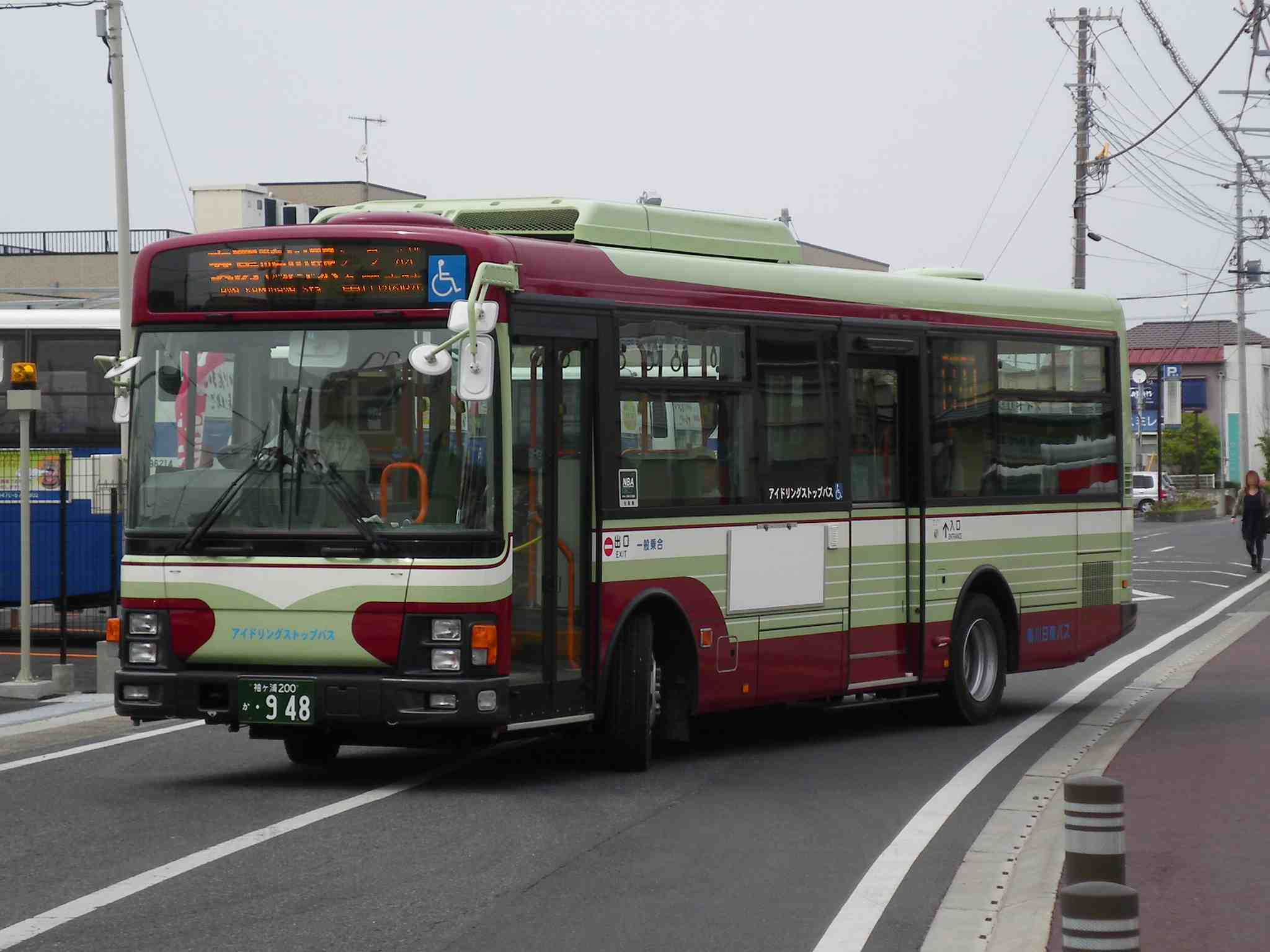
ワンステップ SDG-LR290J1 鴨川日東バス
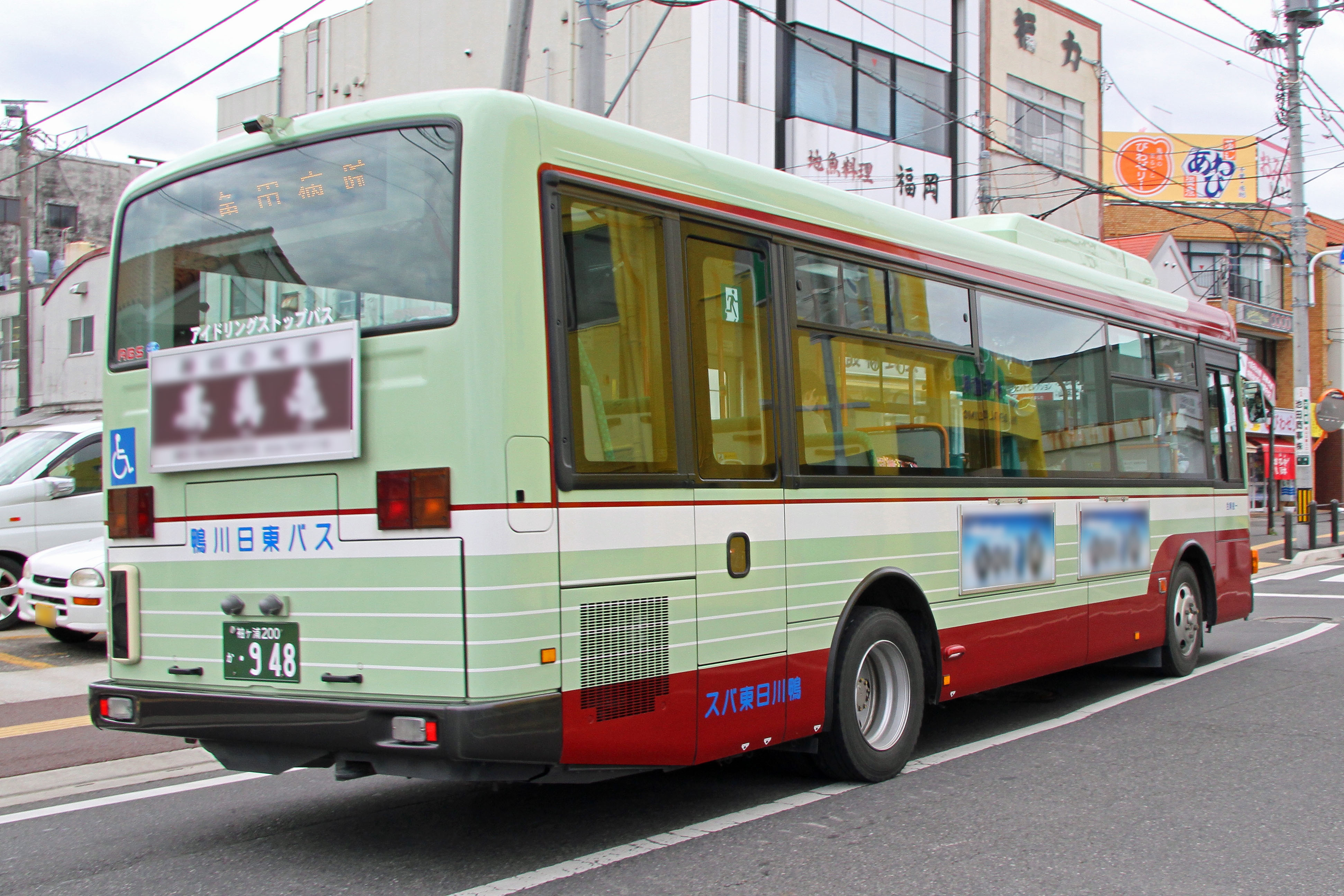
左の車両後部。 カタログ車同様、非公式側の中央の側窓が固定式となっている

### 2代目

#### SKG-LR290J2
| エルガミオとレインボーはこの世代より両社の統合車種（OEM時代を除く）のディーゼルノンステップ中型路線バスとしては初めて外観が統一された。 |  | エルガミオとレインボーはこの世代より両社の統合車種（OEM時代を除く）のディーゼルノンステップ中型路線バスとしては初めて外観が統一された。 |
| エルガミオとレインボーはこの世代より両社の統合車種（OEM時代を除く）のディーゼルノンステップ中型路線バスとしては初めて外観が統一された。 |  | |

2016年4月5日に17年ぶりにフルモデルチェンジし、発売。搭載エンジンは2ステージターボ付、直列4気筒SOHC16バルブの4HK1-TCN型エンジン、排気量 5,193cc（210PS、尿素フリー）にすることによって平成27年度燃費基準を達成するとともに、ポスト新長期排出ガス規制に適合。前年8月にデビューした新型エルガ（QKG/QRG-LV290N1/Q1）と同様にAMT（自動クラッチマニュアルトランスミッション）を採用した。ただしエルガと違い、この代からオートマチックトランスミッションの設定が廃止された。
このモデルよりノンステップバスのみの設定となった。室内では優先席を前向きに変更するなど優先席周辺の安全性を向上。車いす乗降の容易化・時間短縮を図るためスロープ板を反転式に変更、固定装置も改良された。標準仕様の燃料タンクを従来の床下から左前タイヤハウス上部へ移設、床のフラット化・ノンステップエリアの拡大がなされ、左最前部の座席が廃止された。なお燃料タンク位置は標準では左前側だが、オプションで右前タイヤハウス上や右床下に置く設定も可能である。
6月24日、一畑バスに第1号車が導入された。その後各地への導入が進んでいる。

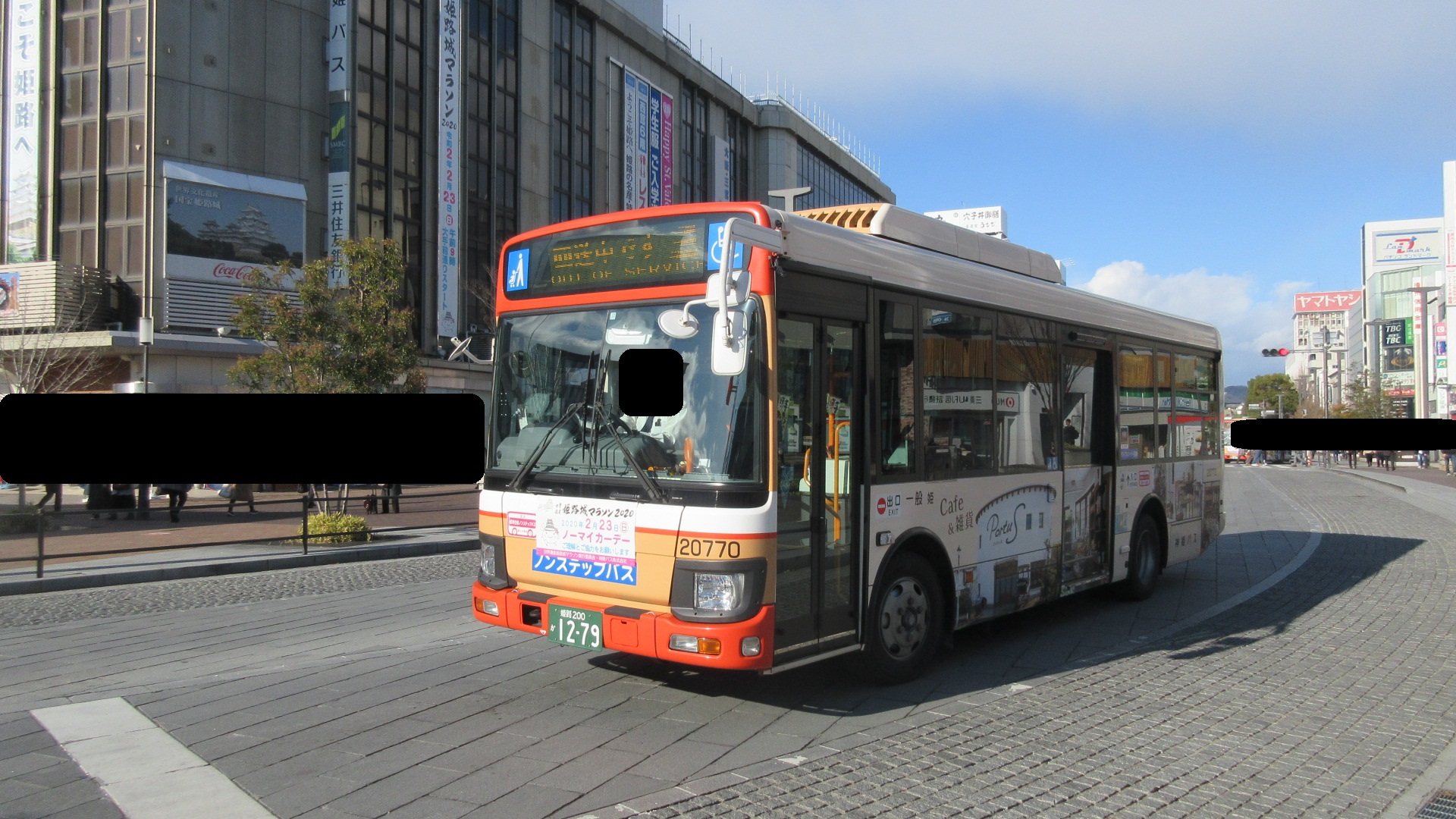
SKG-LR290J2 神姫バス

#### 2KG-LR290J3
2017年8月29日に発売。排ガス後処理装置に尿素SCRシステムを採用し、平成28年排出ガス規制（ポスト・ポスト新長期排出ガス規制）に適合。エンジンはVGRシングルターボ付、直列4気筒SOHC16バルブの4HK1-TCS型エンジン、排気量 5,193cc（210PS）を搭載。運転席周りではシフトレバーの位置と形状変更により、足元スペースが拡大されている。夜間の視認性向上とメンテナンスコスト低減のため、ヘッドランプは長期間使用可能なLED式を標準化し、従来のHID前照灯をオプション扱いとした。マフラーのレイアウトが変更された。

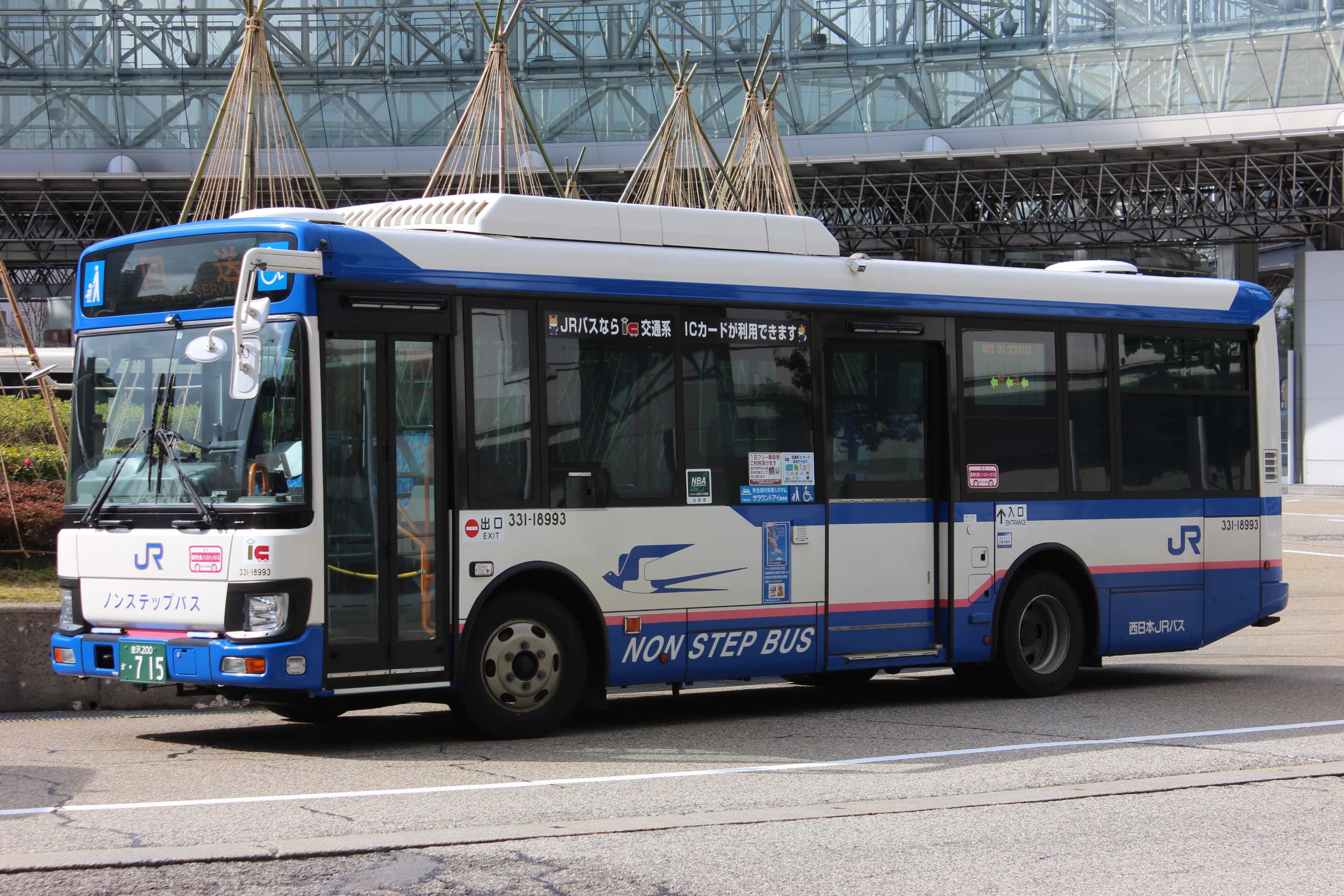
2KG-LR290J3 西日本ジェイアールバス

#### 2KG-LR290J4

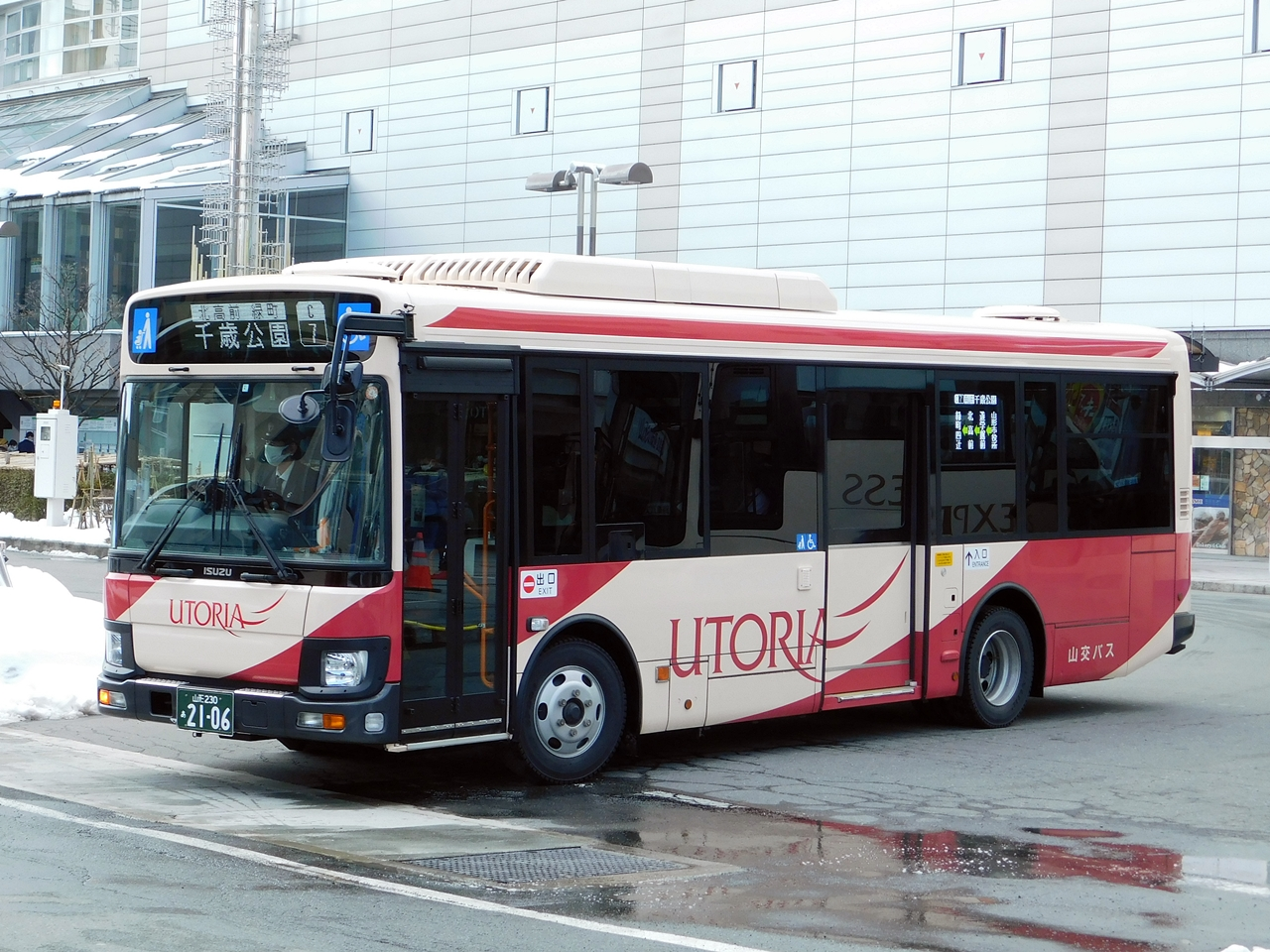
2KG-LR290J4 山交バス

2019年6月11日、エルガと同時に改良し発売。ドライバー異常時対応システム（EDSS）を標準装備。走行中、運転者が急病などで安全に運転できない状態に陥った場合、乗客や乗務員が客席と運転席に設置された非常ブレーキスイッチを押すことで、減速・停止させるもの。またテール・ストップランプをLED化し、EDSS作動時には点滅して周囲に異常を知らせる。AMTには扉の開閉操作により動力伝達の断接を自動で行うオートニュートラルを採用。
2020年6月11日、エルガと同時に改良型を発売。型式は2KG-LR290J4のまま変更なし。2代目エルガミオ初のオートマチック・トランスミッション車（6速AT）を新規設定。AT車には中扉開時に自動的にニュートラルに切り替わり、動力の伝達を遮断する動力伝達カット機能と、トランスミッション本体やオイル、フィルターの状態を監視し、さまざまな警報や最適な交換時期をインジケータに表示する予後診断機能を搭載。

#### 2KG-LR290J5（現行車種）

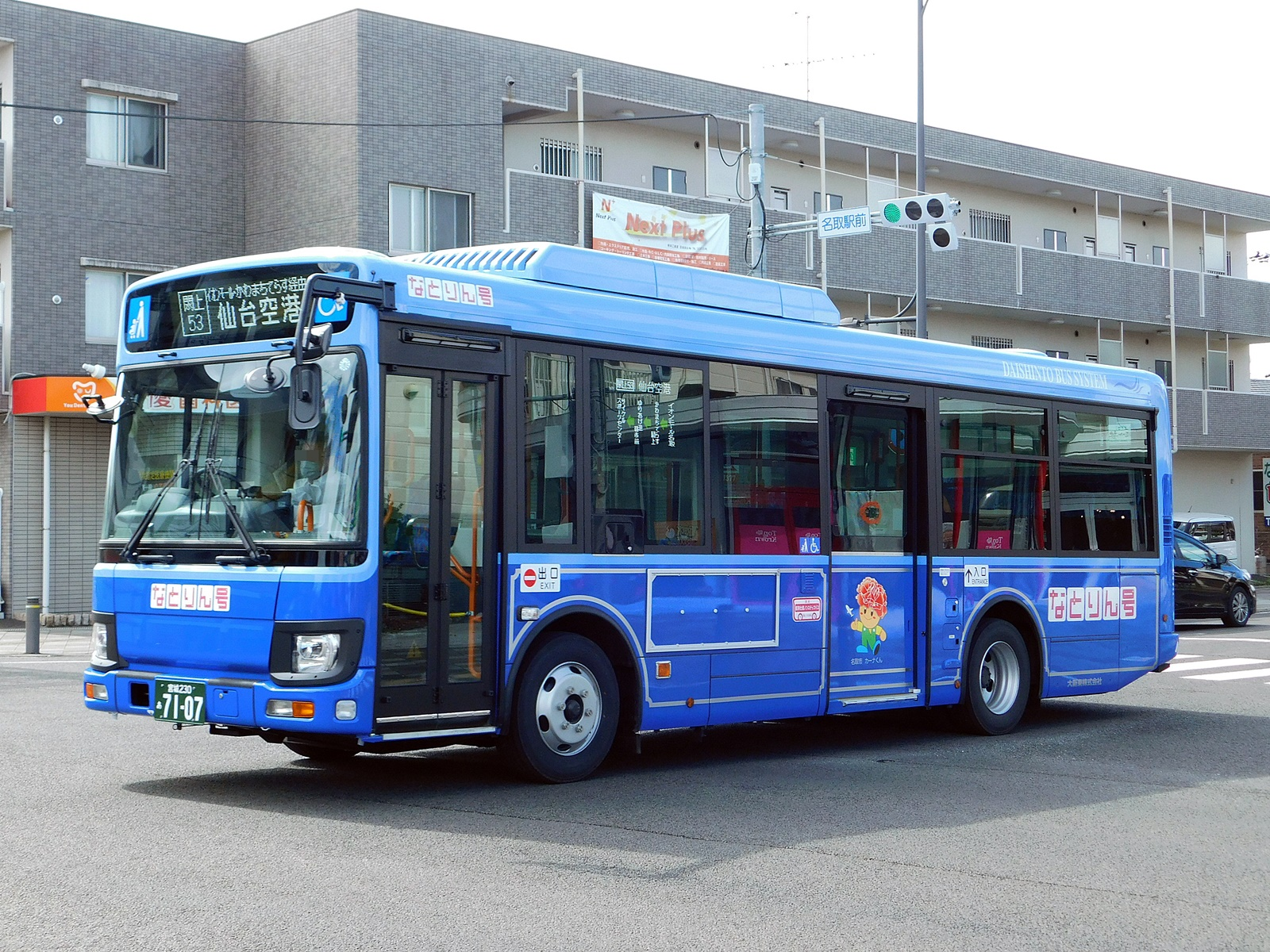
2KG-LR290J5 大新東

2022年12月23日発売。ドライバー異常時対応システム (EDSS) に自動検知機能を追加、ピラーに搭載されたカメラで脇見や居眠り、ドライバーの異常を検知するシステムをエルガと共に国内の路線バスで初めて採用した。法規対応としてオートライト機能の追加および、バックカメラとモニターを標準装備した。新型コロナウイルス感染対策として握り棒など人が直接触れる部分の抗菌化を標準仕様とし、また一部座席足元にエアアウトレットグリルを追加するなど、換気性能を向上した。

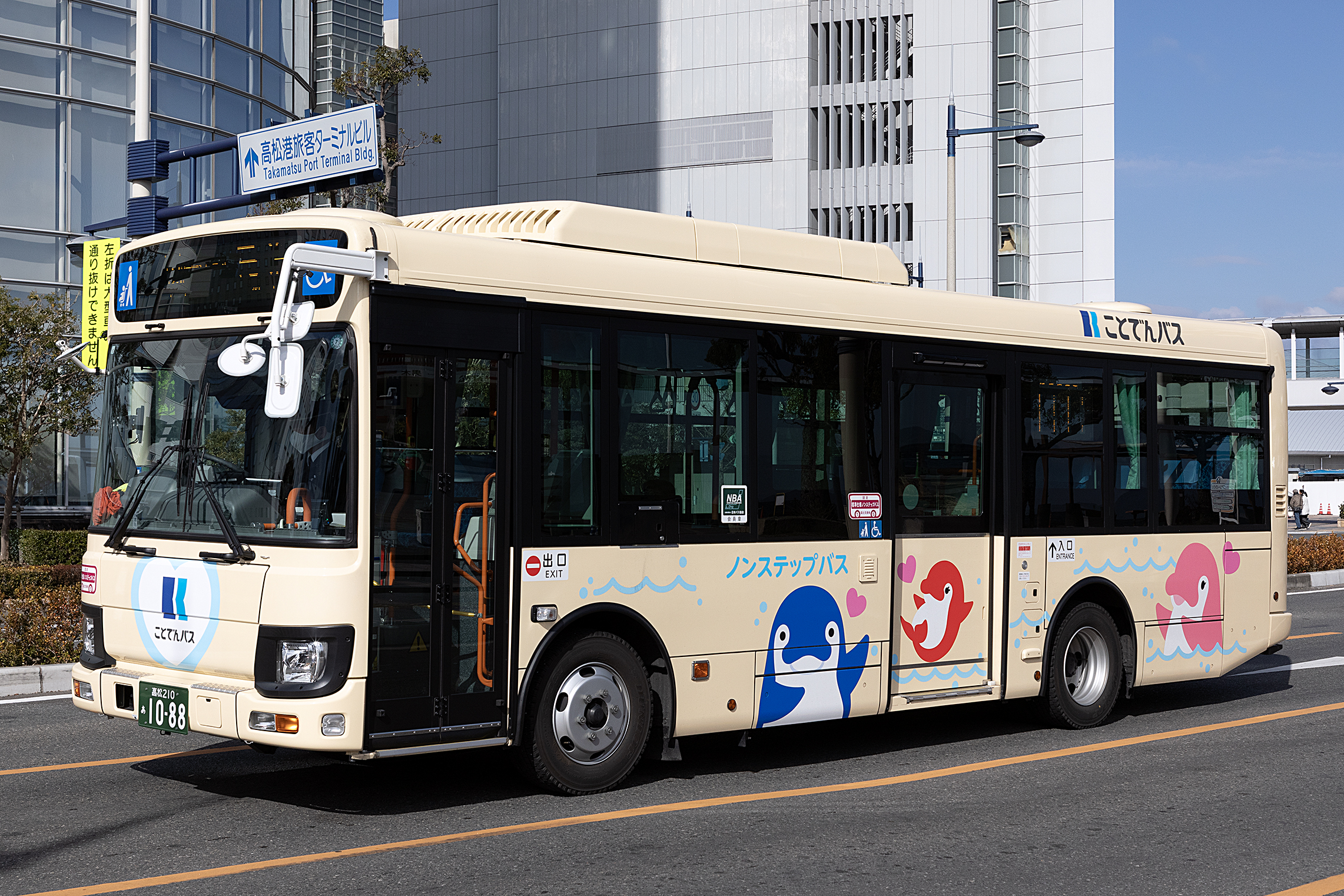
2KG-LR290J5 ことでんバス
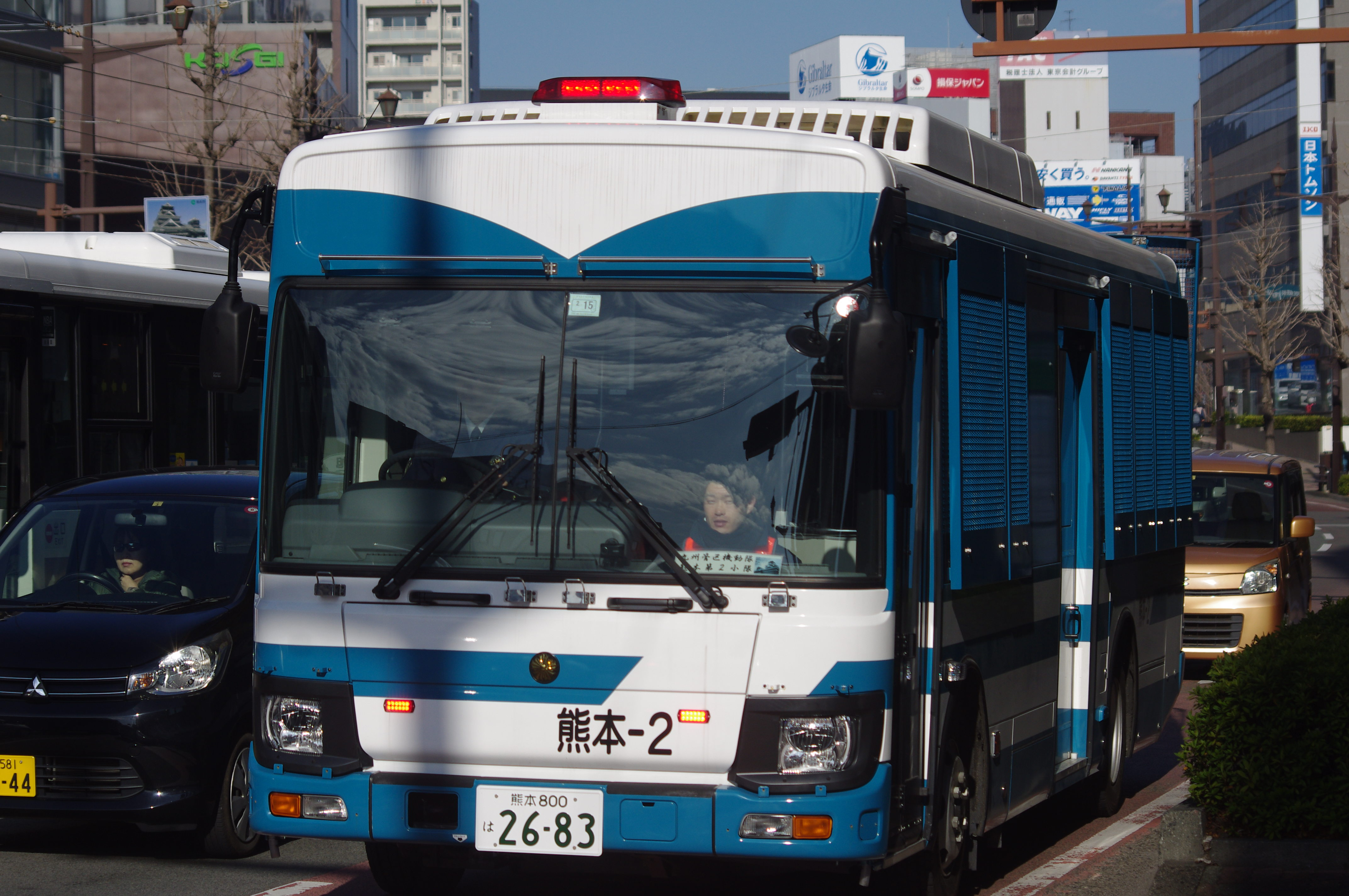
2KG-LR290J5大型輸送車
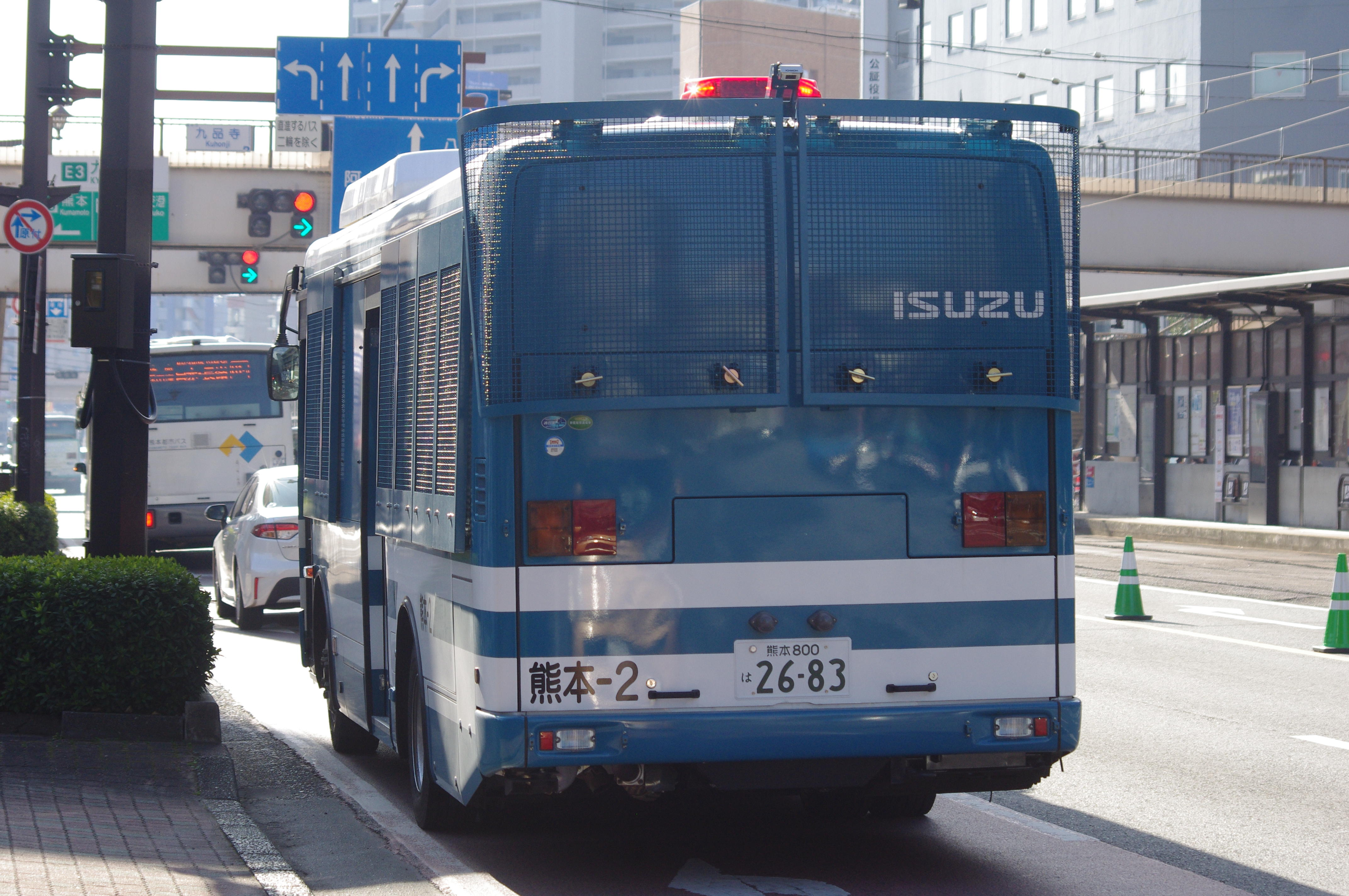
2KG-LR290J5大型輸送車のリア

## CNG車
排出ガス規制によってエンジンは異なっている。CNGタンクは屋根上に3本搭載され航続可能距離は約200kmとされている。
本節ではCNGバスについて特記することとし、ベース車（ディーゼル車）との共通仕様についてはベース車節を参照のこと。

### KK-LR233/333F/J1改
1999年10月にCNGノンステップバスが発売された。エンジンは、直列4気筒SOHC24バルブの6HA1型、排気量 8,226cc(190PS)を搭載している。
5速MTのみの設定。また、ノンステップバスはエアサスだがワンステップ・ツーステップはリーフサスのみ。
|                                               | WB3.8m       | WB4.4m       |
| --------------------------------------------- | ------------ | ------------ |
| エアサスノンステップ                          | KK-LR233F1改 | KK-LR233J1改 |
| リーフサスワンステップ リーフサスツーステップ | KK-LR333F1改 | KK-LR333J1改 |

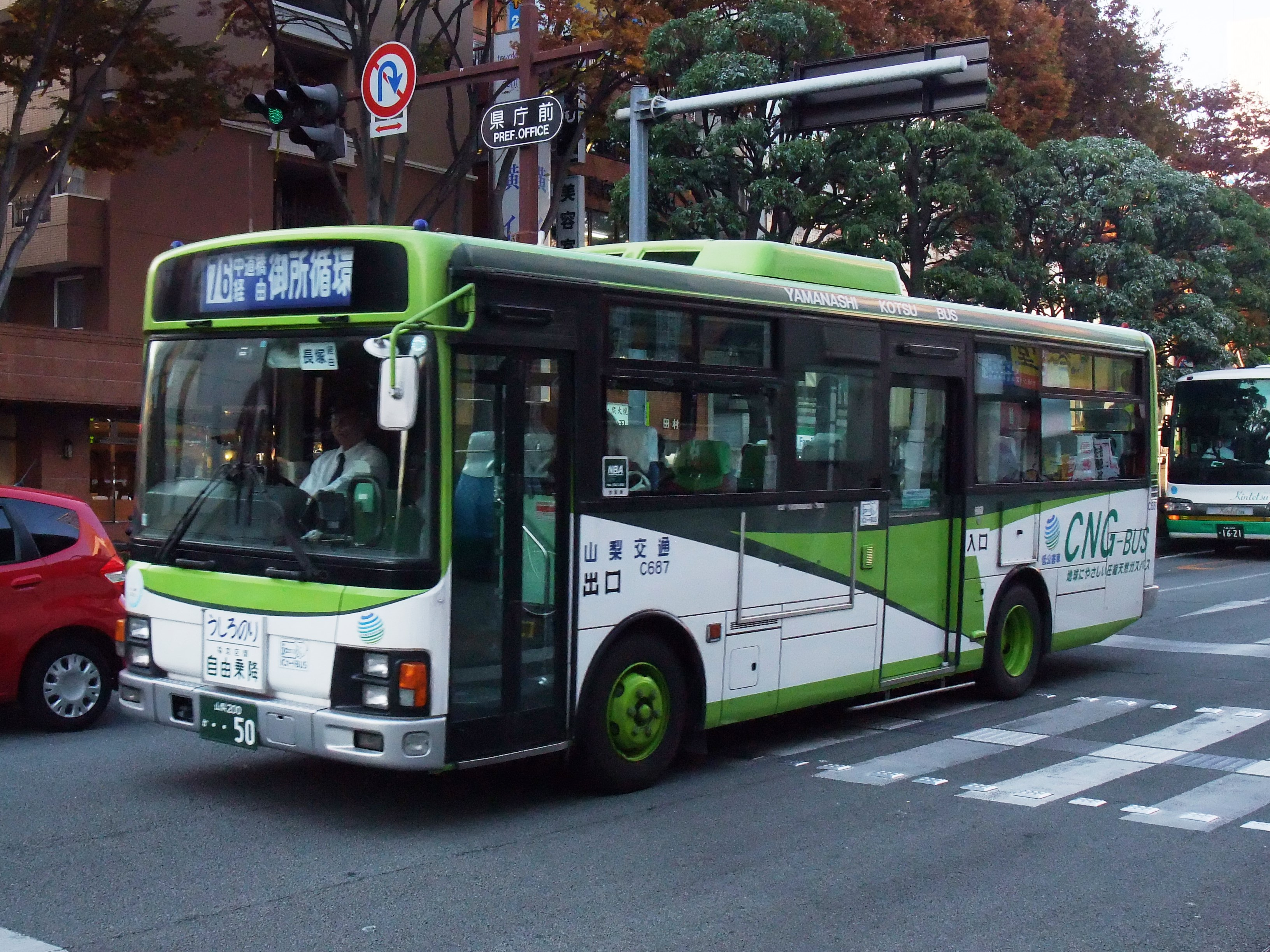
CNGツーステップ KK-LR333J1改 山梨交通
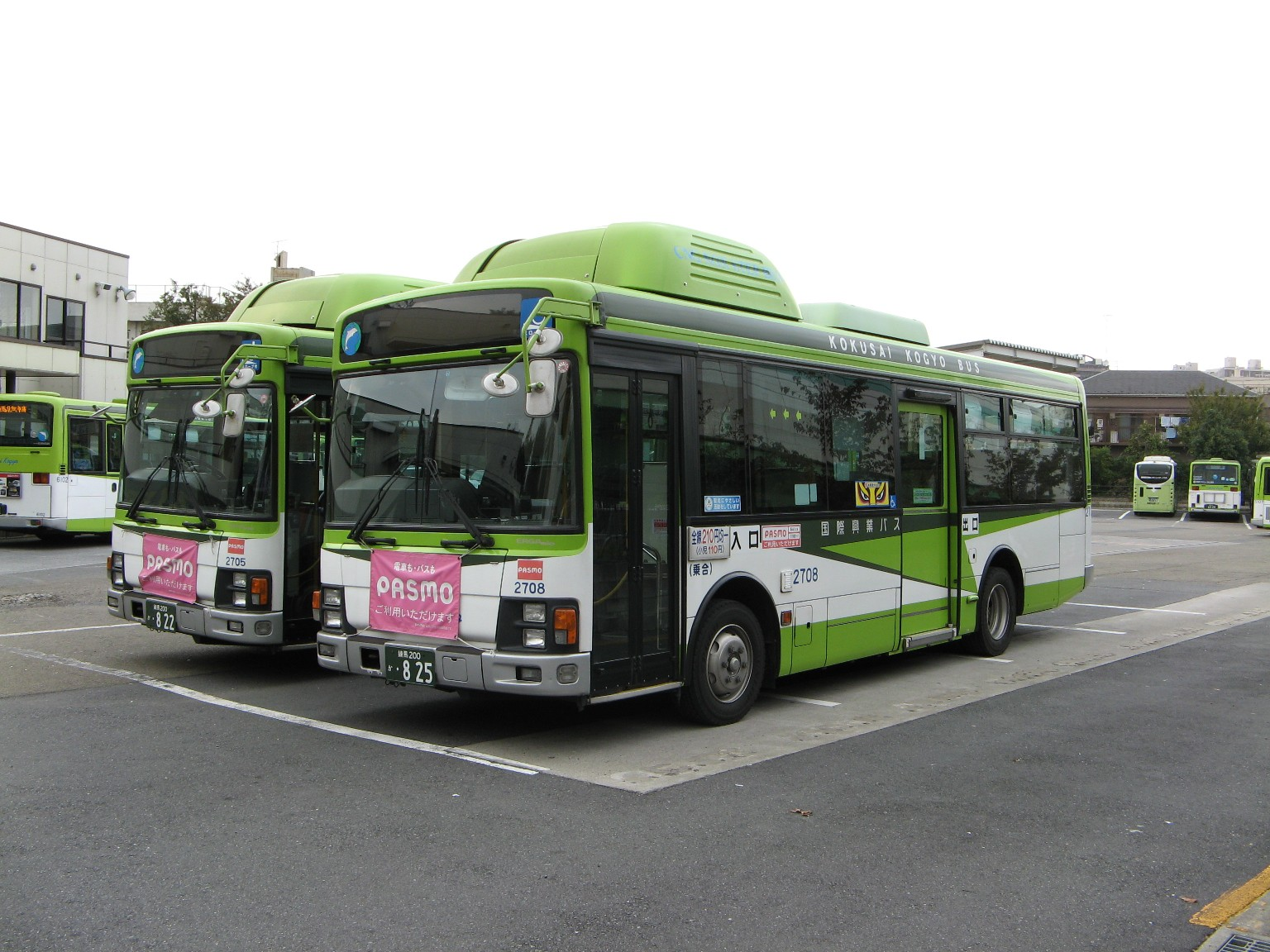
CNGノンステップ KK-LR233J1改 国際興業
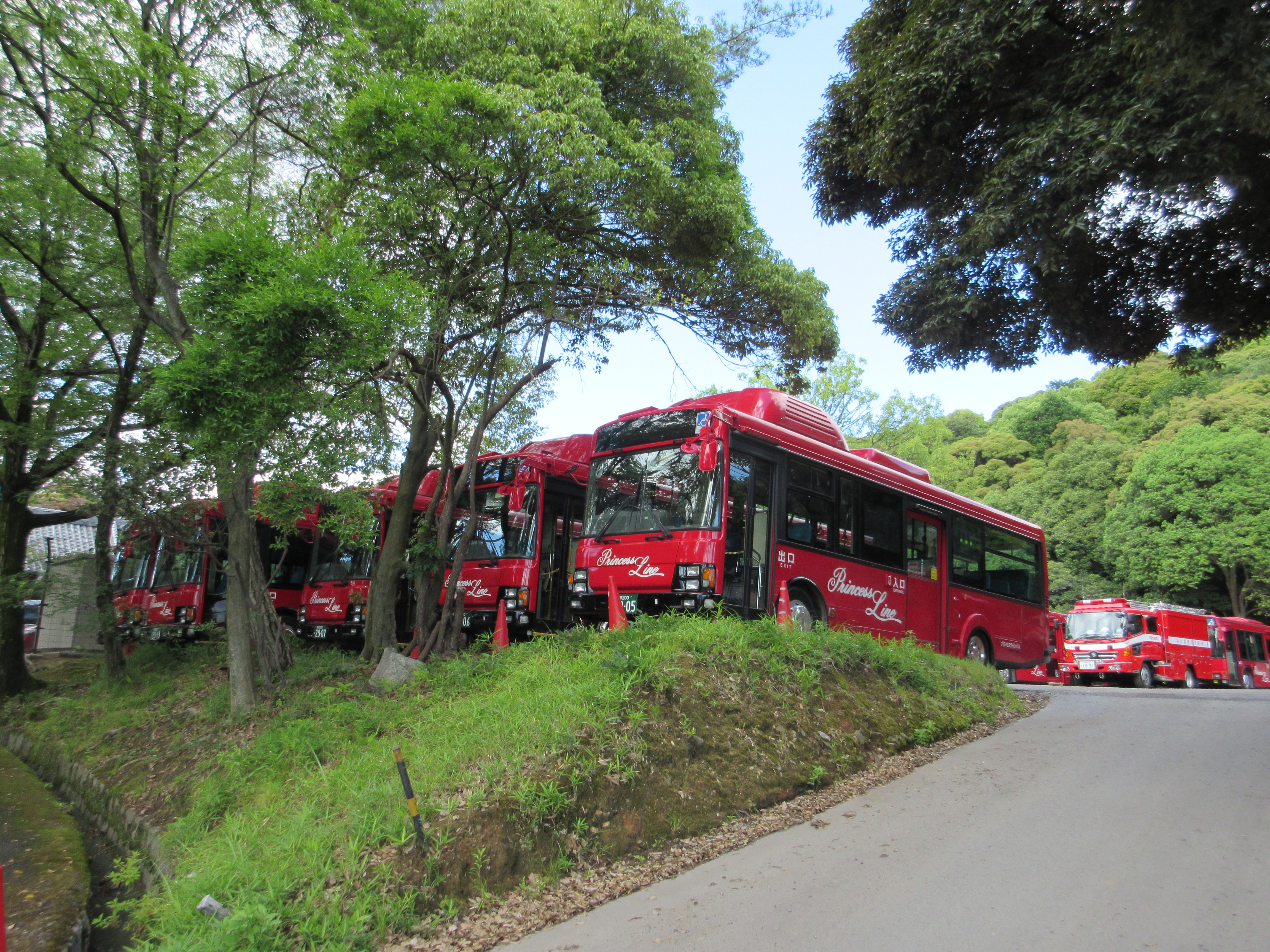
CNGノンステップ KK-LR233J1改 京都急行バス(元大阪市交通局の車両)

### PA-LR234J1改
2004年8月24日に発売開始された。駆動系の大きな変更はない。
ノンステップWB4.4mのみの設定になり型式はPA-LR234J1改となった。CNG車はこの世代のみ日野にもレインボーIIとして供給された。

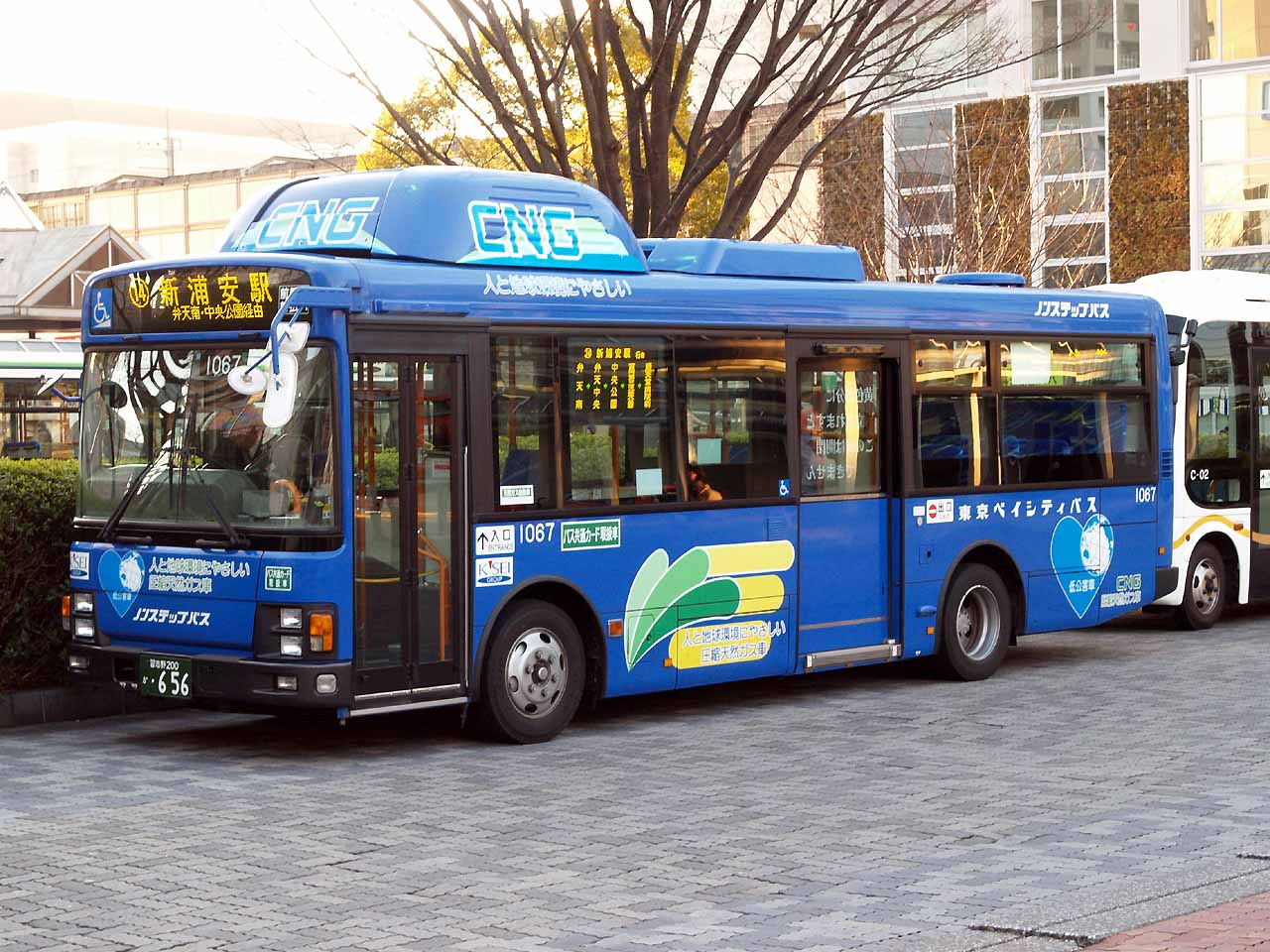
CNGノンステップ PA-LR234J1改 東京ベイシティ交通

### PDG-LR234J2改
2007年11月30日に発売が開始された。エンジンは、直列4気筒SOHC24バルブの6HK1型をベースにCNG用に新開発した6HF1-TCNエンジン(220PS)を搭載、5速AT車となっている。この車種からMPI(マルチポイントインジェクションシステム)を搭載、またPMをほとんど排出せず、国土交通省の測定では、PMが検出されなかった。
型式はPDG-LR234J2改となった、公式側にエンジンルーバーが新設、マフラーのレイアウトも変更された、この代で平成28年排出ガス規制に適合しておらず終了となった、同時にホームページも閉鎖。

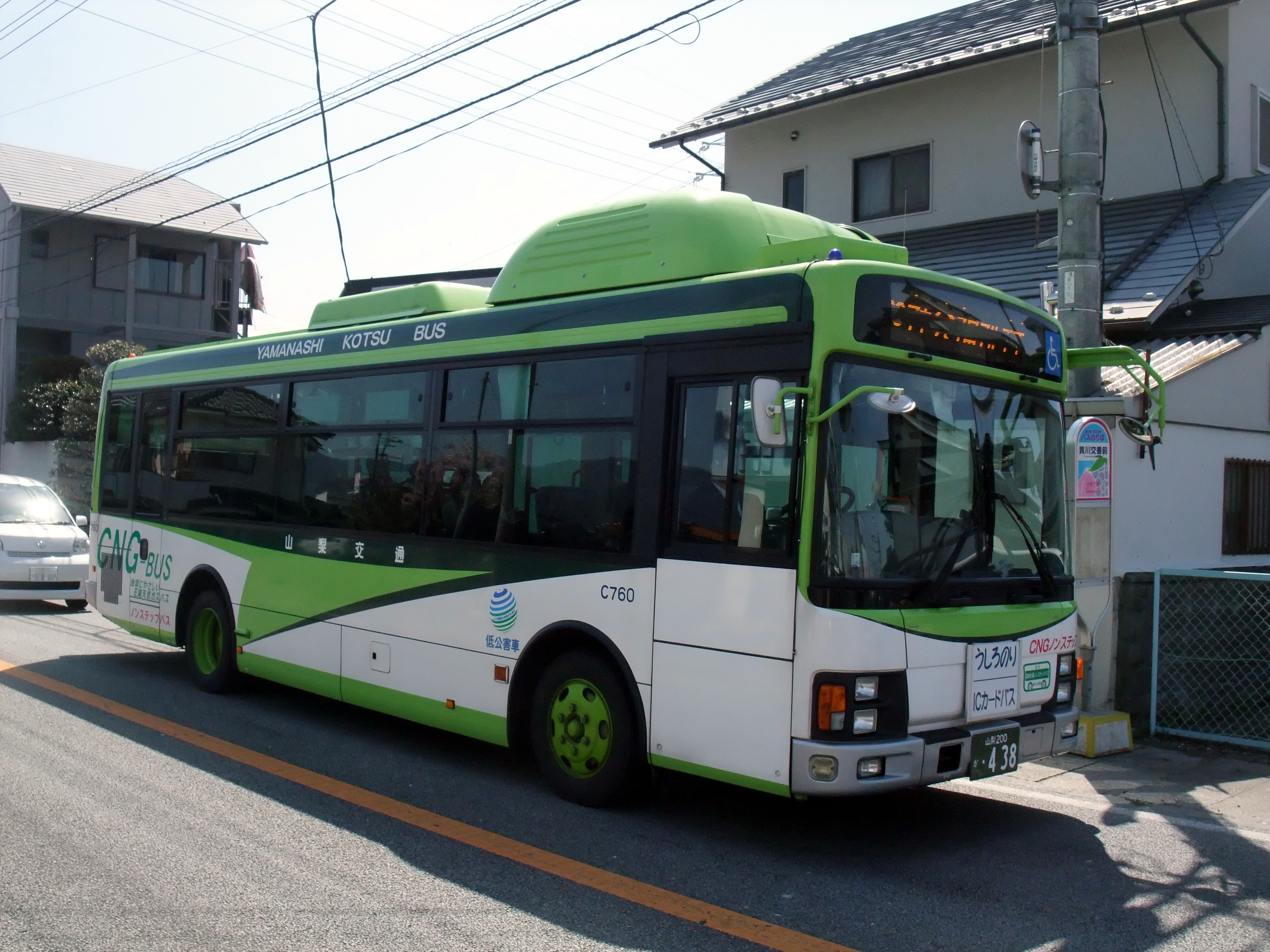
CNGノンステップ PDG-LR234J2改 山梨交通

## 西日本車体工業架装車
ほとんどの車両が純正であり、いすゞバス製造もしくはジェイ・バスで製造された純正ボディーを架装しているが、一部西日本車体工業で架装した車両が存在する。これらは西日本車体工業を好む一部の事業者に納入されている。ジェイ・バスに製造が移されてからしばらくはいすゞ自動車側が製造を認めなかったが、2006年ごろから製造が再開され、西日本車体工業が解散する2010年まで製造された。
これらの車種のうち、2003年以降の一覧は西日本車体工業#2003年4月以降に日産ディーゼル以外にボディ架装を行った例を参照のこと。

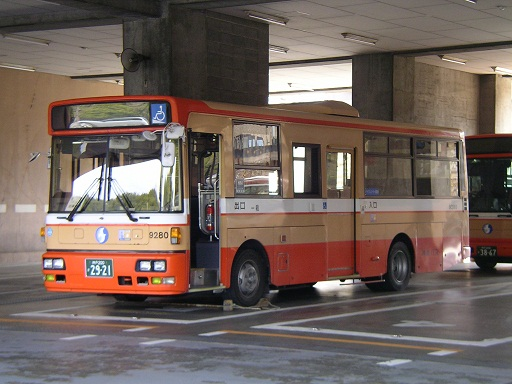
西日本車体工業架装車 KK-LR233J1 神姫バス
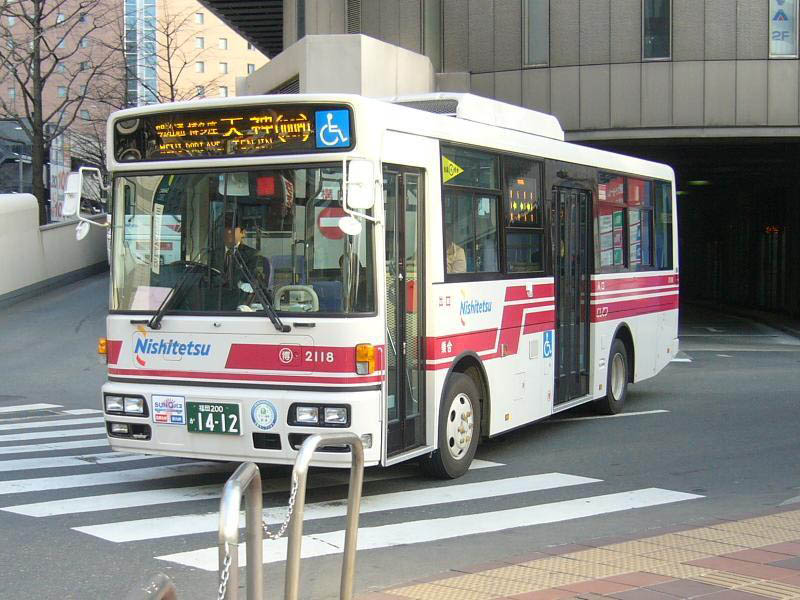
西日本車体工業架装車 PA-LR234J1 西日本鉄道

## 教習車

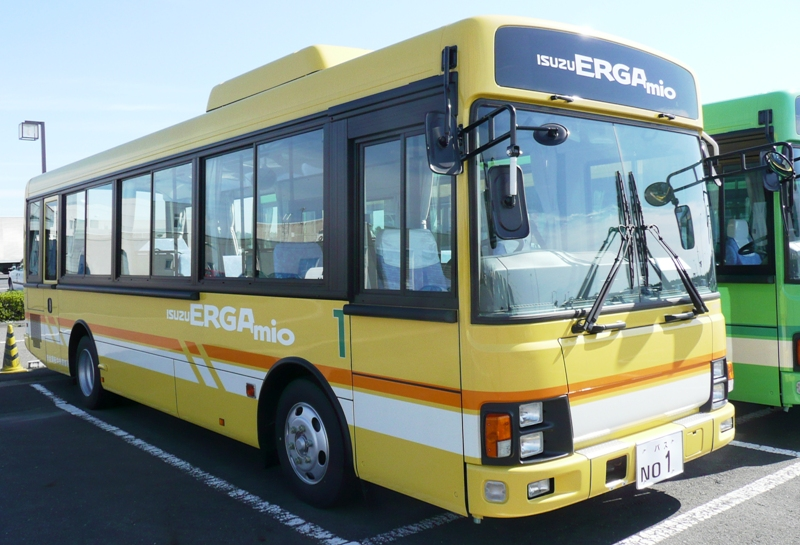
教習車仕様
安全運転中央研修所

初代エルガミオの時代には教習車仕様も設定されていた。